# 魔法禁書目錄角色列表
本列表介紹日本作家鎌池和馬的輕小說作品《魔法禁書目錄》登场角色，及其外傳《科學超電磁砲》、《科學一方通行》與《科學未元物質(暫譯)》的部分相关角色。中文譯名以台灣角川繁體中文版為準。

## 科學勢力（學園都市）

### 上條當麻就讀手的高中

#### 學生
上条当麻（Kamijou Touma，聲：阿部敦）
本作主人公，學園都市的無能力者（Level 0）高中生，右手寄宿有名為「幻想殺手」的能力。
土御門元春（Tsuchimikado Motoharu，聲：勝杏里）
上條當麻的鄰居和同班同學，與上條和藍髮耳環同被列爲「班内三笨蛋」。金色爆炸頭的男生，身高約180cm。
同時也是英國清教與學園都市的雙重間諜，隸屬於英國清教「必要之惡教會」與學園都市暗部組織「集團」。全作唯一的能力者兼魔法師。
有義妹土御門舞夏，時常來他的宿舍同住。本人對其格外珍視。
能力為等級1的肉體再生，可以在破裂的血管处形成薄膜从而暂时止血，无需刻意便能自动发动。正是这一能力，緩和了其身为能力者在使用魔法时所產生的排异反应。
魔法名為「Fallere825」，拉丁文的原意為欺騙，寄託意義為「背後捅人刀」。擅用术式为阴阳道。事實上他是陰陽師安倍晴明的後裔。
外表輕浮，但实际上非常看重義氣、肯關懷夥伴。善于活用智慧，且拥有非常实际的价值观，為了達成目的連自己人都能欺騙，但實際上是為了守護自己所在世界的平衡，因此几乎无人能摸清其行动方式。
非正式场合句尾有「瞄」的口癖。
重度的女僕控与妹控，有别称「戀妹軍曹」，在「出路希望調查表」中填入「想要到女僕的國度引發政變，讓不幸的女僕當上女皇」。
12月3日，於防止犯罪演習中扮演犯人的角色。
藍髮耳環（Aogami Pierce，聲：川原慶久）
本名不明。上条班上的學級委員，也是上条与土御门元春的損友。在小说中以外貌特点来代称。能力不明。
身高180公分，嗓音粗犷，說假關西腔。
御宅族知識十分丰富。住在麵包店而非宿舍。《一端覽祭篇》時，因為看起來有些可疑而被白井黑子和固法美偉盤查，今年才開始了四個月就被盤查了43次。
外傳的《天賦夢路篇》中也有登場，是一位S級的「天賦夢路」，代號為「BLAU」，能做出深受男性喜愛的變態夢境。與查樂以及幾個混混等粉絲說明自己能做出的下流夢境時提到第三名與第五名也在其中，自稱「超能力者在我面前也是一絲不掛」，被剛好在隔壁店家喝茶的兩人聽見，被憤怒的美琴攻擊而導致所有「印地安撲克」被毀，隨後食蜂將在場數人的記憶消除。
12月3日，於防止犯罪演習中扮演犯人的角色。
本名疑為「第6個Level 5」的「藍花悅」，因為當麻群中只有一個所有能力不詳的中立人物「藍花悅」是在幕後傳遞消息的。
姬神秋沙（Himegami Aisa，聲：能登麻美子）
穿著巫女服的姬髮式長髮美人，话少且表情不丰富。能力为「吸血殺手」，属于非常稀有的原石。
曾就读霧之丘女子學院，后成为上条的同班同学。
血液能吸引吸血鬼，且吸血鬼一接觸她的血就會立刻死去。因为此能力使得出生的村庄被全灭，後被三澤墅帶走而被捲入三澤墅的爭鬥。事后以凱爾特十字架封住能力，並寄住小萌老師家中（之后搬入學生宿舍），且轉入上条班上。
對上条當麻懷有類似戀愛般的情感，不過本人其實對此沒有什麼自覺。
在《大霸星祭篇》中偶然撞見歐莉安娜‧湯森，並因為身上配戴的凱爾特十字架而被對方誤認為追兵並攻擊至重傷，在史提爾與小萌老師的努力之下撿回一命。
几乎每天都会自己带便当，料理能力出色。
吹寄制理（Fukiyose Seiri，聲：藤村步）
上条班上的營運委員，负责大霸星祭及一端览祭等事务。能力不明。
黑色长发的巨乳女生，健康御宅族。對於學校及班上的事務相當的熱心。別稱「完全防禦上条之女」，時常对上条施以強烈攻擊。喜爱电视购物与邮购。
12月3日，於防止犯罪演習中扮演警察的角色。
雲川芹亞（Kumokawa Seria，聲：藤井幸代）
上条当麻的学姐，云川鞠亚的姐姐。学园都市统括理事贝积继敏的智囊。
身材高挑的巨乳女生，发型和身材都与吹寄制理很相似。
擁有相當高的智力與策劃能力，在贝积继敏的筹划中起举足轻重的作用。熟知学园都市中的「暗」，但是对于不能阻止的悲剧也会显得很无力。
《人力資源計畫篇》中，與被藥味久子誤導而認為貝積繼敏是黑幕的土御門元春交戰，透過心理戰與自己一隻眼睛的代價打倒了對方，卻因為缺乏土御門關於魔法的情報而錯判情勢，被對方以眼球作為媒介詛咒倒地。失去意識前呼叫了上条當麻前來協助，旋即發現自己的判斷受到他人的操弄，卻來不及阻止訊息發送。事件結束後對土御門施以表面上的「處刑」，之後以保證對方安全的學校生活換取其服從。
12月3日，於防止犯罪演習中扮演人質的角色。
認識失憶前的上条並對他有好感。在「禁書目錄」開始的一年前因上条的關係而認識了食蜂操祈，由於上条那個時候常常接觸食蜂，似乎是因為吃醋和一些因素導致與食蜂變成水火不容的關係。

#### 教師
月詠小萌（Tsukuyomi Komoe，聲：古山貴實子）
高中化學教師，上條的班導師。
外表是身高135公分的小學生，但實際年齡是二十歲以上，為早已大學畢業的成人，曾被一方通行認為是抑制人類細胞老化實驗成功的代表，被稱為學院都市七大不可思議事件之一。
非常喜歡教導學生，失去教學機會時會相當難過。 
喜歡照顧別人，興趣是保護離家出走的少女，經常主動尋找離家出走的少女提供幫助。先後讓姬神秋沙和結標淡希在家借住。
與黃泉川愛穗和鐵裝綴裡是好友，經常一起去澡堂和酒會。
喜歡抽菸喝酒，被黃泉川稱為「堆積如山的人體煙灰缸」，酒量非常好。 
一般的車腳踩不到油門和煞車，只能開殘障者用車。 
 黃泉川愛穗（Yomikawa Aiho，聲：甲斐田裕子）
高中體育老師，月詠小萌的同事。警備員。
身材姣好的巨乳美女，平常卻都穿著綠色體育服，從不化妝。
月詠小萌和鐵裝綴裡的好友，芳川桔梗的舊識，人脈極廣。租下一間實驗性的四居室公寓，先後將芳川桔梗，一方通行，最後之作和番外個體接入居住。目前為後三者的監護人。在警備員巡邏中曾不止一次對濱面仕上進行抓捕和輔導。
與小萌一樣，對學生認真負責。將學生視為自己的保護對象，曾有在暗部活動的過去。立誓從不以武器面對學生，為了學生會毫不猶豫的拿起武器。有“以喜劇手法解決悲劇問題的女人”的綽號。
體能超強，據稱只用防暴盾就可以擊敗LV3的能力者。曾親自搗毀了一方通行曾經參與研究的特力研和謀奪“殘骸”的科學結社。
有發生問題時打掃房間逃避現實的壞習慣，但常在打掃完後找鑰匙。完全只用電子鍋來做所有餐點，不過味道倒是不錯。
災誤（Saigo）
上條班上的生活指導老師。身材高大，力氣驚人，被學生們稱作「渾身肌肉的大猩猩老師」。
後方之水篇，因為追著溜出校外買午餐的上條與吹寄等人，而被五和誤認為後方之水，被其擊倒。 
親船素甘（Oyafune Suama，聲：原由實）
上條學校的數學老師（沒有教上條班），理事親船最中的女兒（也是其最為珍視的存在）。 

### 常盤台中學
御坂美琴（Misaka Mikoto，聲：佐藤利奈）
本作科學側女主角之一，也是外传《科学超电磁炮》的主角，常盤台中學的二年級生，學園都市第3位的超能力者，能力是“超电磁炮”。
食蜂操祈（Shokuhou Misaki，聲：淺倉杏美）
食蜂操祈是《魔法禁書目錄》的科學側女主角之一，是外傳《科學超電磁砲》的女主角之一，常盤台中學的二年級生，為常盤台最大派閥的領導人，被大家稱為「常盤台的女王大人」。根據原作的設定，食蜂操祈是學園都市最強的精神系超能力者，她的能力是“心理掌握”。食蜂操祈是魔法禁書目錄外傳《科學心理掌握》的女主角，她跟本傳《魔法禁書目錄》的男主角上條當麻有不為人知的過往和秘密（詳見於本傳小說新約魔法禁書目錄11）。
白井黑子（Shirai Kuroko，聲：新井里美）
常盘台中学一年级生，177支部所属风纪委员。大能力者，能力是「空間移動能力」，外傳《科学超电磁炮》的女主角之一。
自稱 「淑女（Lady）」。自小學五年級開始成為風紀委員。打擊罪犯不遺餘力，是傳聞中的「風紀委員之中最邪惡的空間移動能力者」。身高略矮，紅褐色頭髮雙馬尾，服裝以常盤臺的制服為主（因為工作和出校外也要穿著制服），右手手臂在工作時扣著風紀委員徽章。在动画里對於美琴總是會有過激的反應和行為，但是心裡最大的願望是貫徹自己的正義以及成為美琴的力量。為人心地善良、具有很強的責任感和正義感，時常展現出超於常齡堅強成熟的一面，以身為風紀委員維持治安為傲。
御坂美琴的学妹兼室友（強硬的合法手段搬入），在动画里經常利用空間移動的能力偷竊美琴的內衣物，亦會用以偷拍偷窺美琴。在床底下收藏了包括內褲在內以及偷拍御坂美琴的相簿等珍藏。實際也是因為在施展能力時需要完全集中精神的緣故，所以選擇內衣的第一條件是舒適性。另其講話時語尾常常會加上。
戰鬥時能靈活運用周遭的事物。打擊犯罪，使用超能力制服犯人。時常威脅罪犯要是輕舉妄動就將腿上的金屬針移入他們體內。使用腿上纏著的鋼條作為武器，戰鬥時主要利用傳送限制對手行動或是破壞其武器，除非迫不得已不會使用將物體嵌入體內這種高傷害戰術。
尊敬並愛慕美琴，稱呼美琴為「姊姊大人」。入學前未認識美琴時，對等級5超能力者的「超電磁砲」很反感 。與初春飾利是好友兼風紀委員的搭擋，經由初春認識佐天淚子並成為好友。
黑子的空間移動能力的範圍是自身跟所接觸到的物體，質量上限130.7公斤，距離81.5公尺，移動時間間隔大約為1秒，可以用連續傳送來做高速移動，速度達288km/h，也可以用瞬間移動迴避攻擊，不過因為空間移動需要複雜的運算，在疼痛或身體狀況不好時會妨礙到運算而難以使用能力（視精神狀態和意志力而定）。因為不管傳什麼進入物體內都可以無視硬度的排開原座標上的物質，可以用玻璃來切斷大廈石柱。戰鬥時主要利用傳送來實施「通過調整姿勢限制對手行動」「破壞其武器」等手段，偶爾會將自身瞬移到敵人身旁展開體術攻擊。
婚光子（Kongou Mitsuko，聲：壽美菜子）
常盘台中学二年级生，暑假期间转学至此。Level 4的空气控制类能力者（空力使い（エアロハンド））
灣內絹保（Wannai Kinuho，聲：戶松遙）
常盘台中学一年级生，游泳部社员，白井黑子的同班同学。能力为“水流操作系”，Level 3。
泡浮万彬（Awatsuki Maaya，聲：南條愛乃）
常盘台中学一年级生，游泳部社员，白井黑子的同班同学。能力为“流体反发”
帆風潤子（Hokaze Junko，聲：津田美波）
常盘台中学三年级生，食蜂派阁的成员之一。能力为Level 4的“天衣着装”
舍監（聲：尾小平志津香（《禁書目錄》）、生天目仁美（《超電磁砲》））
本名不明，常盤台中學宿舍的舍監，29歲。執法嚴厲。黑子與美琴都極怕的恐怖人物。
體技強悍，曾一人輕鬆解決三名潛入宿舍全副武裝的暗部成員。常以擰脖子的方式懲罰違令的黑子、美琴（秒殺）。有著讓LV5都恐懼的氣勢。
在電視動畫《科學超電磁砲》原創劇情中，曾經因為愛上初春與佐天的班導老師大圄而每天週六日去幼稚園當義工，但後來發現對方已經打算向幼稚園長求婚，以失戀告終。

### 繚亂家政女學校
土御門舞夏（Tsuchimikado Maika，聲：福圆美里）
土御门元春的义妹，时常到其宿舍借住。
在学园都市的缭乱家政女学校学习女仆技术，且成绩优异。
在义兄的宿舍借住时与上条及茵蒂克丝相识，到常盘台初中实习时与美琴相识。
平常有坐在清扫机器人头上作为移动手段的奇特习惯。
说话习惯强调语尾。似乎有不弱的格斗能力。喜歡看有關哥哥跟妹妹發生暧昧關係的戀愛漫畫。
雲川鞠亞（Kumokawa Maria，聲：下地紫野）
缭乱家政女学校学生，成绩数一数二的天才少女，土御门舞夏的同学，云川芹亚的妹妹。
穿着一套怪异的女仆装，在迷你裙下穿着荧光黄的紧身衣，同时将兔子外形的名牌贴在裙子上。
能力是Level 2的「暴风车轴（バイオレンスドーナツ）」，实际作用为「对于自己身体产生的离心力进行0.5~2倍增减」的能力。拥有将卡迫威啦（カポエラ，一种南美巴西的格斗技）、霹雳舞、钢管舞组合而成的格斗技。
在《天擇者篇》初登場，前往巴格吉城尋找自己的恩師木原加群，中途與木原圓周對決並擊敗對方。最終聽取了老師的遺言「對不起」。《搗蛋鬼篇》中，再次遇見已經被歐提努斯變成人偶的木原加群，決定陪在對方身旁直到其身體完全失去機能。
從巴格吉城離開後，也與姐姐一樣對上条當麻產生了些許好感。

### 柵川中學
初春飾利（Uiharu Kazari，聲：豐崎愛生）
外傳《科学超电磁炮》女主角之一。
柵川初中一年級生，和黑子同為第177支部的風紀委員。白井黑子的好友兼拍擋，与佐天泪子为要好的同学，与御坂美琴是朋友。常被淚子掀裙。
黑色短髮，頭戴花圈，遠看好像頭頂著花瓶，經常被老師和同學吐槽。性格害羞謙遜，但有轻微的天然呆性格。很喜歡吃甜食，體能很差，料理能力很好，但對風纪委員這项工作很認真。
能力為等級一的定溫保存，只能做到使拿着的物体保持一定温度。
电脑技术高超，工作時负责運用电脑處理資訊，技術让专业人员都为之吃惊。她在自用的工作站电脑架设的防火墙的防护强度比「书库」用的防火墙还要强，击败许多网络駭客的入侵，是都市传说中「守护神」的正体（但本人并不知晓）。
對貴族大小姐的生活相當憧憬。很喜歡婚后光子所飼養名叫愛卡迪莉娜的蟒蛇。
在十月九日的事件中遇見最後之作，隨後因察覺到垣根帝督的到來而引導她離開，隨後因拒絕透露其去向而被垣根帝督打傷，在緊要關頭被一方通行救下。
佐天淚子（Saten Ruiko，聲：伊藤加奈惠）
外傳《科学超电磁炮》女主角之一。
栅川中学一年级生。无能力者（LEVEL0）。

### Skill Out
駒場利德（Komaba Ritoku，聲：三宅健太）
無能力者武裝集團「Skill Out」的首領，芙蕾梅亞·塞維倫的守护者。
气质陰鬱的猩猩狀男子，使用大量强化道具与能力者战斗。
為了守護無能力者而組成「Skill Out」，为保护无能力者展开大范围行动而招来镇压，成功擊退大能力者结標淡希后，在與一方通行的戰鬥中接受了必然的失败而自殺。
在2013年的「某夏季的限定企劃」角色人气投票中，排名第五位。
濱面仕上（Hamazura Shiage，聲：日野聰）
本作第三主角，科学侧主角之一。
SS初登场，本作三主角最后出场的一位。
無能力者。染金髮的不良少年。運氣極好。喜歡兔女郎。本来只是普通混混，机缘巧合之下捲入故事主线。原武裝無能力集團「Skill Out」的一員，駒場利德死亡後曾繼任首領，並依附於學園都市上層組織，並受命帶領屬下狙殺當時在學園都市的御坂美鈴，但被上条當麻擊敗，屬下也全被一方通行擊倒而失敗。後因對首領職位不適應而將首領一職交給半藏，後成為學園都市暗部組織「道具（Item）」的下部成員。
和「道具（Item）」成員瀧壺理后相戀。雖然在「道具」裡總是被當成雜役，却已将幾位成員當作必须守護的同伴。是绝对无法放棄同伴朋友和需要帮助者于不顾的人。
在小說第十五集中，想起上条對他所說的話表示認同，為了拯救瀧壺理后，打倒了等級五的超能力者第四位「原子崩壞」麥野沈利，成為第二個完成「等級零打倒等級五」這種不可能的任務的人。愛華斯說他是三種英雄的其中一個「即使不被任何人看中，也沒有一點像樣的資質，但是為了保護自己唯一的、最重要的人而去扮演英雄的人」。
為了讓瀧壺脫離學園上層的魔爪，帶著她搭乘超音速噴射機逃出學園都市到達俄羅斯，卻也因而捲入第三次世界大戰。最後以「資質排行」的機密為籌碼，換得「道具」成員的生活保障，回歸學園都市。
《新約》第一集中為保護芙蕾梅亞·塞維倫而對抗學園暗部「新生」。《新約》第三集中，在魔法結社「黎明晨光」首領蕾薇妮雅·柏德蔚的帶領下，與上條當麻、御坂美琴、一方通行、番外個體和黑夜海鳥一起去到夏威夷，追討魔法結社「搗蛋鬼」。《新約》第六集，再次保護芙蕾米亞，敵人是垣根帝督的分裂體。
12月3日，於防止犯罪演習中扮演人質的角色，但被芙蕾梅亞誤會為扮演犯人的角色而遭逮捕。
與擁有「右手」的上條當麻不同，濱面仕上是真正意義上沒有任何異能的「無能力者」，戰鬥時很擅長利用周遭環境而取勝，此外亦擅長偽造證明書、拆解提款機、開鎖、偷車等犯罪技巧。有着非同一般的好运，每次总在关键时刻化险为夷。手握手枪作為武器戰鬥。
服部半藏（Hattori Hanzou，聲：阿座上洋平）
与驹场、滨面同组「Skill Out」的成員，現该组「Skill Out」的代理首領。接替駒場利德守護芙蕾梅亞·塞維倫。
伊賀忍者家族的末裔，使用手裡劍作武器，擅長一招毙命的暗杀。認為忍者應該隱身於歷史的洪流當中，对复兴忍者并无兴趣。
濱面仕上的好友与伙伴，时常给予必要帮助。佩服其打敗了麥野沉利，並歡迎他隨時回來Skill Out。
横须贺（Yokosuka）
SS2登场。自封為「毀臟滅腑横須賀」，為「Skill Out」成員，但與濱面組別不同。
自大地挑战削板军霸结果被对方痛打一顿。不甘心失败又对对方发起数十次挑战，但每次都是被「强拳」这一招式打飞而落败（橫須賀希望是被直接的拳頭攻擊打敗，但是削板聽不懂）。削板军霸称其为「肥肠火锅」。

### 等级5超能力者
| 排名  | 名字     | 能力代號 | 能力描述         |
| ----- | -------- | -------- | ---------------- |
| 第1位 | 不明     | 一方通行 | 矢量操作         |
| 第2位 | 垣根帝督 | 未元物質 | 創造不存在的物質 |
| 第3位 | 御坂美琴 | 超電磁砲 | 最高階的電擊使   |
| 第4位 | 麦野沈利 | 原子崩壞 | 粒機波形高速砲   |
| 第5位 | 食蜂操祈 | 心理掌握 | 全能的精神控制   |
| 第6位 | 藍花悅   | 不明     | 不明             |
| 第7位 | 削板軍霸 | 念動炮彈 | 原石類念動力     |

一方通行（Accelerator，聲：岡本信彥（日本））
本作科學側主角之一，學園都市第1位的超能力者。
垣根帝督（Kakine Teitoku，聲：松風雅也）
學園都市第2位的超能力者，參照「垣根帝督」。
御坂美琴（Misaka Mikoto，聲：佐藤利奈）
本作科學側女主角之一，也是外传《科学超电磁炮》主角，常盤台中學的二年級生，學園都市第3位的超能力者。
麥野沈利（Mugino Shizuri，聲：小清水亞美）
學園都市第4位的超能力者，參照「麦野沈利」。
食蜂操祈（Shokuhou Misaki，聲：淺倉杏美）
本作科學側女主角之一，常盤台中學的二年級生，學園都市第5位的超能力者。
藍花悦（Aihana Etsu）
學園都市排名第6位的超能力者。樣子、性別、年齡等一切的個人資料不明，學園都市方面亦未能完全掌握他的資料。利用資料不明的特性，把「學園都市第6位等級5超能力者」的身份借給都市中因某些情況而陷於困境中的學生，讓他們假冒「第6位」的身份解決事件。會對複數學生借出身份，因此同一時間會有多人自稱是「藍花悅」。藍花本人並不會和假冒身份的學生接觸，一切行動透過電話指示中間人橫須賀負責，包括贈與學生偽造身份用的證明文件，及對事件的後續處理等。作為中間人的橫須賀曾指藍花能直接解決事件，但本人認為那「沒有意義」而不願出手。
在新约第7卷中出場的，是身穿黑色夾克的少年，與除了垣根帝督以外的其他五名超能力者一起對抗失控的「英雄們」。被「英雄們」認為是排名第6位的超能力者，但稱呼自己不是「第6位」而是「蓝花悦」，食蜂操祈随后認定其为假扮成第6位的人。
在新約第12卷「鑽石萜篇」中，加納神華冒認自己是「藍花悅」，在故事中曾遇上另一自稱是「藍花悅」的人，直到创约第2卷才正式登场。
削板军霸（Sogiita Gunha，聲：河西健吾）
學園都市第7位超能力者，世上最大的「原石」。
穿著旭日旗T恤外加外套。其性格是典型的大日本热血男儿，常常把「骨氣」或「毅力」（日本稱根性）作为口頭禪，腦筋不靈通，有些傻乎乎的。
能力性质无法由学园都市现有科学定义，似乎是将心中骨氣具象化了一般，AIM场呈混乱、不可观察状态。具体作用方式如同念动力，能以巨大破坏力隔空打人（自己起名「强拳」、「超强拳」）、二倍音速移动、弹开子弹、自動止血與接回斷骨，甚至能將被強制進入Level6的美琴召喚的強大雷擊隨手拍落。自己将能力产生的一种必杀技取名叫「念动炮弹」。
自己掰了一套理論來解釋能力的運作方式，但原谷矢文隨即完全否定了這套理論的可能性。
在大霸星祭的首日，與食蜂操祈一起舉行開幕儀式，中途卻忘記宣誓詞而隨意加入了許多「毅力」等自己常講的話，又噴發能力把附近的學生全部擊飛。第二天的事件中，從遠方看見襲擊「沒有門窗的大樓」的巨大落雷後，與上条當麻合作阻止失控的御坂美琴。對上条斷臂中噴湧出的龍首感到讚賞，表示希望未來能有機會與上条交手。
在10月的第二個星期五，與侵入學園都市並擊倒了數名「妹妹們」的魔法師－歐雷爾斯決戰，戰敗但未戰死（歐雷爾斯也有手下留情）。歐雷爾斯認為，若他了解自己能力的本質，便有可能超越歐雷爾斯。
新约第7卷正式出場，為了滅植物園的火災，並驅除礙事的「英雄們」，而與除了垣根帝督以外的其他五名超能力者一起對抗失控的「英雄」們。

### 學園都市的其他學生
海原光貴（Unabara Mitsuki，聲：岸尾大輔）
常盤台初中的理事長之孫。被艾扎力袭击，伪装成他的模样。
相貌出众的清爽男生，喜欢美琴，曾向美琴提出过约会邀请。
能力為等级4的「念動力（テレキネシス）」，能運用自己的能力將全身的分子加以硬化，達到冷凍睡眠的狀態。靠此能力在艾扎力的魔法攻击下存活。
雖然表面上成績優異，但根据黑子的調查，發現是靠他的念動力作弊的結果。
原谷矢文（Haratani Yabumi）
SS2登场。学生。遭混混打劫时被削版军霸所救。之后似乎成了削板的朋友，常常对他的傻瓜行为吐槽。
工山規範（Kuyama Kihan）
高中生駭客，希望能挑戰學園網路工作人員中的首席防護員「守護神」（其實就是初春飾利）而努力，最後在入侵系統時被初春輕鬆攔截而失敗，因而被捕。
芙蕾梅亞·塞維倫（Fremea Seivelun，聲：小倉唯）
芙蘭達·塞維倫的妹妹，十歲的金髮少女，無能力者。
可爱如人偶一樣，會賣萌來獲得他人幫助。
11月5日，因与一方通行和滨面特殊的联系而被「新生」追殺。
一端覽祭篇中，因堅持在睡覺前喝热巧克力而患上蛀牙，被滨面和瀧壺理后帶去看牙醫。
在《人力資源計畫篇》被藥味久子选为其人力資源計劃的核心，但是因為藥味太讓她深入人力資源計劃中被反將一軍。
12月3日，於防止犯罪演習中扮演警察的角色，但誤會滨面扮演犯人的角色。
一直受駒場保護，驹场死后先后由半藏、滨面仕上、垣根帝督等人接手保护。
有在說話時會加上「喵」來作為尾語的口癖。對暴力電玩感興趣，討厭青豌豆。
微細乙愛（Bisai Otome）
SP《上条當麻篇》登場，第二十一學區的研究機構"火星之土"的負責人，被稱作「微細博士」。能力為「衝擊擴散」，等級不明。
扶桑彩愛（Fusou Ayame，聲：夏吉優子）
《人力資源計畫篇》作為被人力資源計畫操縱的「英雄」登場。能力是操控音波，可藉由擴音器增強力量。在外傳的《越獄篇》為了還清買音響拖車的錢而參加了第二少年感化院的越獄競賽。《天賦夢路篇》中曾在美琴使用的「印第安撲克」中出現，提到對自己的平胸感到自卑。
蜜蟻愛愉（Mitsuari Ayu，聲：花守由美里）
憎惡食蜂的少女。有著一頭巧克力色、棉花糖般蓬鬆的秀髮，以及勝過食蜂的美腿。出身「才人工坊·第三研究室『內部進化』」。故事開始的一年前與上条互相認識。
為了能力無法成長而苦惱，在正編1年前的8月選擇跳入湖中輕生，但暗自希望上条能拯救她而留下線索。但因為上条與食蜂相撞而遺失手機，使上条錯失了拯救她的機會。此後因輕生失敗而保住一命，但隨後發現在上条身邊的位置也被食蜂奪走，憤怒下為報復食蜂而墮入暗部，計畫要奪走被她奪去的一切。
計畫一度成功，她成功打敗食蜂，將其關入Five_Over，並準備在分析完「心理掌握」後消除食蜂與上条的記憶。卻被趕來的上条破壞，後被少年法庭判处「关禁闭」而送往少年感化院。而食蜂則為了防止她遭遇不測而努力善後。
能力為Level 3的「心理穿孔（Mental Stinger）」。與「心理掌握」相同，以顯微鏡水平控制腦內的水分進行精神控制，並以手機的鏡頭與指尖設定目標。極端憤怒的情況下，能夠在壓榨空氣中的水分時將物體內的水分也一同抽乾，讓目標物變得像乾燥海綿一樣，達到類似「冷凍乾燥」的現象。擁有成為Level 5的資質，但是因高層選擇將資源投注給食蜂而導致她只能停留在Level 3。
加納神華（Kanou Shinka）
自稱學園都市第六名「藍花悅」的少年。身材短小，外貌年幼且相當中性，留著一頭茶色中短髮。穿著黑色的連帽夾克與短褲，襪子與內衣則是對比的天藍色。個性膽小，是個愛哭鬼。
曾經在暗巷中聽聞了上条當麻的各種非常極端的「事蹟」，真正遇到對方自我介紹時直接嚇得跌在地上。
為了尋找失蹤的朋友芙蘭達·塞維倫，從第六名的「經紀人」橫須賀得到了偽裝成「藍花悅」的手段與材料，開始以第六名的身分行動。前往芙蘭達位於「鑽石萜」頂層的藏身處尋找有關於她的線索，並遇見上条當麻與濱面仕上。
化生院明日香（Keshouin Asuka）
秋川未繪（Akikawa Mie）
舞殿星見（Maidono Hoshimi）
「暗部」所屬的少女，約15、16歲。統括理事根丘的手下，「舞殿星見」似乎不是本名。
被為了將能力操控性最佳化而進行洗腦，結果是雙手食指的神經極度發達，同時喪失了使用筷子的能力，無論如何都無法學起來，而本人對因此無法與朋友、同學一起正常吃飯懷有極度的怨念。
12月24日，遵照根丘的命令捕捉最後之作，以「過度顯眼的人，不容易被記住」的前提進行變裝並潛伏在上条一行人附近，先將他們所在的大樓一刀兩斷，後刺傷上条並將最後之作藏入警備機器人之中試圖運走，與御坂、上条交戰中經過對話理解到上条也是同樣「失去了無可挽回的東西(15年的記憶)」的人，意志變得不堅，最終被上条近身打倒。
能力為「念動能力」，並得到了最佳化的改造。使用雙手食指操縱非生命體的物體，純粹的「物體驅動力」甚至要強過第三名。曾經將50層高的大樓直接折斷、同時將兩棟大樓壓進地下、將電車隧道拖出地面，據說擁有能將10萬噸量級的航空母艦移動的力量。透過雙手的操作，甚至能夠做到壓縮、迴轉、切斷等「施以向量」的行為，或是拖動空氣塊以引起暴風。
對於物體的施力輸出可說是最強，但由於這項能力太過擅長殺戮、破壞，應用性和經濟價值不足而未被認定為超能力。
流郷知果（Ryuugo Tomoka）
外傳《科學未元物質》首次登場，「黑暗五月計畫」的實驗體之一。

### 警備員（Anti-Skill）
黃泉川愛穗（Yomikawa Aiho，聲：甲斐田裕子）
鐵裝綴裡（Tessou Tsuduri，聲：遠藤綾）
第七學區的一名學校老師，也是一名警備員。
好友是警備員同事黃泉川愛穗老師，和上條當麻的班主任月詠小萌老師，三個人經常一起在下班後去澡堂泡澡，一起去路邊攤喝酒吃宵夜。
才鄉良太（Saigou Ryouta）
鈴山高中的老師，属于警備員第84支部。
0930事件中出场，因在車子裹睡着而沒有受前方之風影響，属于少数能夠活動的人，後目睹獵犬部隊成员被一方通行殺死而向其他警备员发送通缉信息。
杉山枝雄（Sugiyama Edao）
鈴山高中的老師，属于警備員第84支部。
0930事件中出场，因在車子裹睡着而沒有受前方之風影響，属于少数能夠活動的人，後目睹獵犬部隊成员被一方通行殺死而向其他警备员发送通缉信息。
史蒂芬妮·葛潔帕蕾絲（Stephne Gojaspales，聲：M·A·O）
外部傭兵，身材高挑的美女。原本是學園都市警備員，後來辭去警備員的工作成為近戰型的傭兵。在第一場戰鬥的哥斯大黎加戰場時被砂皿緻密所救。後來跟他關係非常要好。
在得知砂皿重傷後，決心向造成這件事的絹旗最愛復仇。使用自動霰彈槍為武器，在殺了湯瑪斯後將絹旗逼到絕境，但最終還是敗北。
《人力資源計畫篇》時已再次成為警備員。《聖日耳曼篇》中，與濱面仕上接受委託，駕駛搬運服搬運貨櫃至「類鑽」，意外被捲入聖日耳曼所引發的事件。
龜山琉太（Kameyama Ryuuta）
學園都市的飛行員，三次大戰中駕駛超音速戰鬥機HsF-00在日本海阻擊俄羅斯戰鬥機。
麓洞龍一（Rokudou Ryuuichi）
學園都市的飛行員，《天擇者篇》中駕駛超音速戰鬥機攻擊「反學園都市科學守衛者」。
手鹽惠未（Teshio Megumi，聲：森永千才）
工示雅影（Kouji Masakage）
隸屬警備員第73支部，在衛星引導車失控事件中負責坐鎮指揮。為避免最糟糕的情況(統括理事受襲)，而雇用狙擊手砂皿緻密以擊毀高架橋試圖阻止衛星引導車前進。

### 統括理事會
亞雷斯塔·克勞利（Aleister Crowley，聲：關俊彥〈男性〉、水橋香織〈女性〉、川澄綾子〈克倫佐的身躯〉）
學園都市統括理事長，同时也是二十世纪世界最伟大的魔法师。
住在沒有門窗的大楼當中，身穿綠色手術衣，白色长髮，頭下腳上浸泡在紅色液體中的「人類」，被形容成既是男人也是女人，是聖人也是罪人，是老人也是小孩的「人類」。依周圍機械推算能有1700年的壽命。
曾属于著名魔法结社「黄金黎明」。不止一次召唤爱华斯，在其帮助下写出了据说能改变世界的原典《法之书》。但因不明原因投身亦且鑽研科學技術，被視為對魔法造成前所未有的侮辱，而成为全世界所有魔法師的敵人，受到全世界追杀。在英國的農莊裡被討伐致重伤，垂危之际被冥土追魂所救，利用其生命维持装置维生，之后用近50年在日本创立起學園都市。
一直在策划一个巨大的计划，似是将人类带入「荷鲁斯时代」，上條的能力、一方通行也是計划的一部份。蕾薇妮雅·柏德蔚推測，經過第三次世界大戰以及與右方之火的接觸後，其計畫已出現巨大的誤差。
实力与存在已达到了无法理解表述的神秘境界，在三戰中同时出现在都市与俄罗斯且都是真身，并轻松击倒右方之火，触及卡巴拉生命之樹顶端超越人类、难以理解的境界。以一根名为「衝擊之杖」的法杖为武器。
自从被蘿拉·史都華（真实身份为大恶魔克倫佐）刺杀后，便启动制造了十億个可能性的自己在世界各地中。本人的意识与记忆便移到其中一个年轻少女可能性的自己。与当麻和他的伙伴们一起前程英國对付克倫佐。后来在临死前把學園都市統括理事長的位置与权利给予一方通行并希望他能制造出能让任何人快乐微笑的學園都市。死后被王室派的英國女王伊莉莎命令将其遗体带回英國，把其遗体埋葬在王室中的坟墓里。不过其实本人的灵魂在死后便移到克倫佐的肉体里复活，为了复仇而特地把她的长发给剪短来让她无法控制自己的肉体。《新約》完結時，唯獨以三隻鴿子告知了土御門元春自己尚未離開人世，並建議對方要是不想再見到他，最好回到學園都市去。
创约4结尾写道使用着克伦佐肉体的亚雷斯塔与木原脑干对蔷薇高层进行了屠戮，而此时蔷薇CEO安娜并未在现场。
湯瑪斯‧普拉提納柏格（Thomas Platinaburg，聲：村上裕哉）
統括理事會成員之一。
年齡不到40岁，性格高傲，是理事會中少數的年輕派。出身富裕，受过良好教育，之后在大膽的賭博中不斷獲勝，得到了莫大的財富和權力，堅信自己總有一天會成為統括理事長。
一方通行為了找尋拯救最後之作的相關資料，闖進湯瑪斯的家将其打成重傷。之后湯瑪斯為向一方通行復仇而雇用史蒂芬妮，但最後卻被准备向整个学园都市复仇的史蒂芬妮所射殺。
親船最中（Oyafune Monaka，聲：土井美加）
統括理事會成員之一。
穩健派，為了學生的權益而四處演講，被土御门称为理事会中难得的好人。善于使用外交手段，反对武力。由於學園都市內的所有法規都是由統括理事會等上級直接下達的命令，下層的學生們毫無抵抗可言，因此親船最中主張讓學生擁有「選舉權」。
在小說第十四集委託當麻解決C文書事件。在十月九日時，差點被「學校」所雇用的砂皿緻密以遠距離狙擊暗殺，所幸暗殺行動被一方通行與土御門及時阻止。一度因女儿的安全而退却，不过在小說第十九集之中受一方通行的感染下再次出山。
有一名女兒親船素甘，披在身上有點醜的圍巾是女兒親手縫的。
潮岸（Shiokishi，聲：金本涼輔）
統括理事會成員之一。
处事谨慎，身上隨時都穿著驅動鎧。可以使用驅動鎧擊出超音速拳，一發就可以擊飛普通人。
與偽裝成親船最中的艾扎力談判決裂後，打算用穿著驅動鎧的武裝殺死對方但沒料到對方是艾扎力偽裝成的，驅動鎧被艾扎力整個擊碎，正要自身準備逃跑時呼喚貼身保鑣美濃部，但美濃部的所有警備員早被提克帕托和被提克帕托控制的妥琪特莉殺光，最後也被偽裝成貼身保鑣美濃部的提克帕托暗殺。死前向「Group」透漏了Dragon的情報。
貝積繼敏（Kaizumi Tsugutoshi）
統括理事會成員之一。
老人。被土御門評論為理事中的善人。
正在進行對原石的研究，積極保護所有原石中。雇用了上條的學姊雲川芹亞為智囊。
在《人力資源計畫篇》中，遭到被藥味久子誤導的土御門元春襲擊，被同樣被引導至此的當麻救下。
藥味久子（Yakumi Hisako）
統括理事會成員之一。
已為70歲以上的老人，但以藥物將肉體改變到年輕女子的樣貌。
本來是個善良醫生，但被一位「木原」修改了思維模式，使其思想接近「木原」。
在發動「人力資源計畫」，使7500位「英雄」自相殘殺。自己的食人蟑螂吞噬後肉體消失，但利用流體力學將自己用AIM擴散力場重新組合為「AIM思考體」，僅有意識、沒有實體，且在芙蕾米雅還活著時，行動是受限制的。藉機近距離觀察「人力資源」的變化，途中被角色改變的芙蕾米雅藉觀看強行塞入戀查體內，思考體有一半被幻想殺手消除。最终在藉由食人蟑螂群的氣味重生後被芙羅蘭·克洛伊杜尼吃到剩下最後一口，因為傷害了芙羅蘭·克洛伊杜尼的朋友而被命令好好反省自身的過錯，等真的有反省後再吃掉最後一口讓她解脫。
根丘則斗（Neoka Norito）
統括理事會成員之一。
瓦爾亞特·希格諾（Valart Signal）
統括理事會成員之一。
亡本裏藏（Nakimoto Rizou，聲：田所陽向）

### 統括理事親信
木原腦幹（Kihara Noukan）
雲川芹亞（Kumokawa Seria）
杉谷（Sugitani，聲：松田健一郎）
潮岸的心腹，一手培育出的殺手。為甲賀忍者的後裔。在小說19集中受潮岸命令襲擊來犯的「Group」，與結標淡希及一方通行對決。
在使用小型麻醉彈擊敗結標後，仿造木原數多的方式攻擊一方通行，並且放出了干擾御坂網路的電波切斷矢量操作，但卻被一方通行的手杖發出的反干扰电波給反將一軍，身中數槍，生死不明。
戀查（Rensa，聲：青山吉能）
药味久子的亲信，平时于第十三学区的医院，以女护士形象示人。半机械人（除下丘脑外全机械化），每当下丘脑性能下降就会更换（共准备了40个替换品）。
为应对可能的超能力者反叛而制造，造价极为昂贵，能够「借用」等級5超能力者（除了身為黑盒子的第七位），以及200米内所有能力者的能力（甚至包括一方通行的「黑翼」），但不能同时持有多种能力。切换能力时会从背后展开巨大的稱為「編織棒」的红色花，调整过程约需0.7秒时间。但是如果能力者本人死掉，便無法再使用這項能力。
在《新約》第七集中，先后以编号#28和#29出现，在#28因為吸收幻想殺手的關係破碎後，#29隨後出現，后被芙蕾梅亞将AIM思考体形态的药味久子注入体内，崩潰而被上条当麻击败，40个下丘脑全被其回收。
天埜郭夜（Amano Kaguya）
長期居住在學園都市三顆衛星之一「牛郎星II號」的少女，自稱是支撐統括理事會的「可憎大腦」之一。由於長期居住在無重力環境下而得到了終極美貌，但代價是終其一生都無法在1G的環境下走動。《搗蛋鬼篇》時初登場，將一方通行送達上条當麻與歐提努斯的面前。

### AIM思考體
風斬冰華（Kazakiri Hyouka，聲：阿澄佳奈）
本作女主角之一。由學園都市所有學生散發的AIM力場所集合而成的實體。亞雷斯塔·克勞利的「人工天界」計劃中的核心，人工天使（該形態名為「保險絲·風斬」），令愛華斯降臨的生產線。傳說中「虛數學區·五行機關」的關鍵，被喻為令過飽和溶液凝結的核心，也即亞雷斯塔在高密度AIM力場中投入的「鑰匙」。
其外表為眼鏡娘，但實際上只有一層外輪廓，內部是中空的，腦部位置有三棱柱形的核心。性格溫和、些許膽怯。與茵蒂克絲成為了好朋友。喜歡上條當麻，對上條看到過她的身體很在意。
名義上就讀於霧之丘女子學院，卻沒有人見過她。
在0930事件中，理事長亞雷斯塔·克勞利為了對抗入侵的前方之風，向最後之作腦中輸入病毒而被催發，後在上條當麻和茵蒂克絲的努力下得救。
在第三次世界大戰中，和一方通行共同對抗大天使。並在消失之前告訴一方通行拯救最後之作的方法。
愛華斯（Aiwass，聲：宮本充）
現存聖書和神學無法說明的「天使」，在「神」所構築的世界中，象徵著「神」掌控不到的物質，能突破「神」所設計好的命運的窗口。與十字教《聖經》所記載的「天使」是完全不同的概念，是明確處於「荷魯斯時代」的角色。為了更加準確地表現其存在，選用Dragon作為其代號。似乎在地球誕生之初，生命出現之前就已出現，並觀察人類文明至今。
目前已知的出現都是經由亞雷斯塔·克勞利召喚而出，似乎本來沒有形體。亞雷斯塔曾將自己的妻子做為召喚媒介。在學園都市建立後，利用風斬冰華及御坂網絡使其以AIM場集合體人工天使形式具現在學園都市，貌為一個身著布袍、金色長發的人類女性。
性格似乎很活潑天真，實際是完全依照自己的興趣行事，對人類的存亡、亞雷斯塔的計劃甚至自己的生死只要不感興趣就都完全不在乎。說話時常常夾雜雜音，因為表達的內容無法用人類低級的語言闡述。

### 暗部組織

#### 獵犬部隊
統括理事會直屬部隊，領導者是木原數多。成員全數手段殘忍、絕不留任何活口，連目擊者也不能倖免。在0930事件中全滅。
木原數多（Kihara Amata，聲：藤原啟治）
学园都市的科学家，“猎犬部队”的首领。脸左半部有刺青。性格暴虐，能毫不在意地舍弃部下，把人命当成杂草践踏。拥有天才般头脑，为开发一方通行能力的人，因是开发一方通行能力的人所以在超能力研究方面也是一位权威。

#### 集團（Group）
學園都市的暗部組織，是唯一沒有任何成員在十月九日的事件中死去的組織。
土御門元春（Tsuchimikado Motoharu，聲：勝杏里）
一方通行（Accelerator，聲：岡本信彥）
本作科学侧主角之一，第二主角，外传《科学一方通行》主角。
海原光貴（非本人，而是艾扎力的假身份）（Unabarar Mitsuki，聲：岸尾大輔）
結標淡希（Musujime Awaki，聲：櫻井浩美）
霧之丘女子學院二年級生。平常身穿制服短裙，身上罩著制服外套，以繃帶纏繞胸部。
能力是等级4的「座標移動」，是學園都市58個空間移動能力者中的最强者，曾有进化至Level 5的可能。自己无需接触物体本身，就可将其由一点传送至另一点，并可多物体同时传送，重量上限為4520公斤，距離上限則為800公尺，無法干涉相同系統的能力者，使用軍用手電筒作為瞄準的基準點。由於一般性較高，較難控制，容易產生座標點的誤差，以前有過移動自己失敗，腳卡在牆壁中的經驗。受此創傷後，能力在Level 4時停止成長。
曾負責帶領別人進入沒有門窗的建築中，因此被稱為學園都市傳說中的「帶路人」。多使用拔栓器卡入对方手脚中的方法战斗。
曾协同都市外的敌对组织意欲偷出「树形图设计者」的核心碎片「殘骸」，但被一方通行击败身受重傷，被事後趕到現場的上条當麻送醫急救，之后为保护被牵连的同伴加入「集團」。目前寄住在小萌老師家。
在9月14日的那起事件裏面和白井黑子交手之後，由于心理障礙陷入無法使用能力的狀態。加入「集團」后，借助其技術部所製造的小型低周波震動治療器而得以恢复一定程度，在兩肩和背部有像膏藥外觀的電池，讓電流能通過體內的按摩器對結標的腦電波進行測定來發出最有效果的脈沖，雖然不完美，但有一定的減壓效果。
重度正太控。曾與正在等公車的美山寫影搭話，期間數次做出正太控舉動。
「电话男」（聲：野島健兒）
身份不明，「集團」组的直接上司，用电话给一方通行等人下达指令。

#### 學校（School）
學園都市的暗部組織，在十月九日的事件後毀滅。
垣根帝督（Kakine Teitoku，聲：松風雅也）
學園都市七位等級五超能力者中，僅次於「一方通行」的第二名，同時也是學園都市暗部組織「學校」的領導者。身高接近180公分，一頭金色的中長髮。
能力是「未元物質」，实力较第四位的麥野沈利有着壓倒性優勢。效用是創造「從一開始就不存在於這個世界上的物質」，並可以設定這個物質的所有物理及化學性質。平常的應用是利用未元物質形成天使般的三雙翅膀，藉此飛行與防禦；藉由更改翅膀的物理性質，使其反射出的光線具有殺人的性能。本人云：「我的『未元物質』並不適用於一般常識」。
不喜歡別人用「未元物質」這個稱號稱呼他。
在十月九日的事件中，为与亚雷斯塔直接通信、从「第二候补」转为「第一候补」，而使用長刃手套「鑷子（ピンセット）」進行攻擊和情報蒐集。后因意欲要挟一方通行，而襲擊初春飾利命令其交代出最後之作的下落，未果，企圖當場將她殺死，尚未得手就与闻讯赶来的一方通行開戰。其攻击招数悉数被一方通行破解，在一方通行要近距離槍擊他的前一刻，垣根帝督重傷了一旁前來阻止的黃泉川愛穗，结果反而被因憤怒而失控的一方通行虐殺，一半以上內臟徹底報廢，大腦被活活打裂成三塊；之后被装入生命維持裝置中，成為「未元物質產生器」落入木原一族之手。
在接受了木原一族新的调整利用未元物质補充失去的內臟，而後幾乎完全與未元物質同化，能力熟練程度大增，并掌握了制造带有自己意识的分身的能力。《一端覽祭篇》中，在木原唯一的慫恿下以未元物质体的形态再次出现对抗一方通行，一度将对方逼入绝路。因為已与未元物质同化，所創造恶质化身不能代表自己的本质，只能說是自己的一部份，加上受到泷壶理后的干扰，能力使用权被带有自己善的意识的分身「獨角仙05號」夺取，恶质化身随后失去能力保護而被一方通行與麥野沈利消滅，而獨角仙05號則成為新的「垣根帝督」本體，其後一直以獨角仙鑰匙圈的型態守候在芙蕾米亞的身邊，而最初的垣根帝督的內臟被歐雷爾斯偽裝的雷神索爾偷走，作為製造主神之槍的材料、芙羅蘭‧克洛伊杜尼的替代品獻給歐提努斯。
《人力資源計劃篇》中，獨角仙遭到藥味久子的濃淡電腦控制，引誘芙蕾米亞前往博覽百科。最後其他的分身再次組成垣根帝督，與上条當麻聯手對決戀查。
《搗蛋鬼篇》，搗蛋鬼利用垣根帝督的內臟再次制造出惡質化身，作为「整體論的超能力者」參與進主神之槍的制造，起了反叛之心，被歐提努斯捏成了一個球。
在學園都市大熱浪時期繼續守護芙蕾米亞，與幼體化的芙羅蘭‧克洛伊杜尼一同清除在外遊蕩的「元素」。
獄彩海美（Gokusai Kaibi，聲：井澤詩織）
穿著洋裝的女子。能力是 Level 4的「心理定規」，是將特定兩人間「內心的距離」用數值表示出來，並可以調整自己跟他人間內心的距離。由於第一次出場時駕著起重機，被濱面稱作「怪手女」。表示「無法掌握那個人的心」而不會插手第二名與第一名的戰鬥。
在十月九日的事件後被收歸「道具」、「學校」、「區塊」、「人員」的殘兵組成的聯合部隊。
本名在《科學一方通行》動畫特典小說《生物駭客SS篇》中公布。有兩個姊妹(獄彩陸莉，獄彩雨空)，是三姊妹中的次女。
在惡搞外傳《某偶像的一方通行大人》中擔任垣根帝督的經理人。
譽望萬化（Yobou Banka，聲：廣瀨裕也）
小說中初登場時沒有公開姓名，只以「帶著金屬環的少年」作稱呼，在外傳《科學超電磁砲》的《天賦夢路篇》中才公開本名是譽望萬化，是Level 4的念動力能力者。外觀是頭戴金屬環的少年，實質上是特殊護目鏡，能透過護目鏡的電線連接機械進行情報抽取、分析及改寫工作，並作為能力細緻化裝置，轉化自身的念動力發揮點火、無聲化、透明化、電子操作等等的能力。
曾因為對自己的能力的自信而向垣根帝督挑戰，結果被打敗，同時被拉攏進「學校」。對當初的決鬥仍有心理陰影，在垣根帝督發怒的時候會感到恐慌。
十月九日的事件前，負責搜尋「鑷子」的情報，並潛入研究設施進行情報回收的工作。由於對佐天淚子所持的情報回收受阻，派遣狙擊手弓箭獵虎前去追擊，最後及時趕到被芙蘭達在口中塞入炸彈並推下高樓的弓箭獵虎身旁救了她一命。
在十月九日的事件中，滅口被「集團」捕獲移送中的「人才派遣」。在「學校」與「道具」的交戰中被殺死，特殊護目鏡被麥野拿走當戰利品。
砂皿緻密（Sunazara Chimitsu，聲：木内太郎）
本身並不是「學校」的成員，是「學校」為了替補被殺的狙擊手，藉由「人才派遣」雇用來的狙擊手，作為傭兵，「學校」以一把價值70萬日圓的磁力狙擊炮代替雇用的費用。
在《初春飾利SS》中受雇於學園都市，擊破高架橋以試圖阻止失控的衛星導引車。
在十月九日的事件中暗殺親船最中失敗，隨後即於「道具」總部的攻略戰中被絹旗最愛打成重傷。現在正在生命維持裝置中休養，並透過電子裝備，把「狙擊經驗法則」傳授給別人。
在哥斯大黎加內戰時曾經幫助過史蒂芬妮·葛佳絲巴蕾絲。兩人後來有著很深的牽絆。
弓箭獵虎（Yumiya Rakko，聲：鈴代紗弓）

#### 道具（Item）
學園都市的暗部組織，在十月九日的事件後實質上已解體。三次大戰後以普通的學生組織「新生道具」之名重組，以「資質排行」的檔案作為談判籌碼，正式脫離暗部。
麥野沈利（Mugino Shizuri，聲：小清水亞美）
學園都市7位超能力者中的第4位。「Item」的首領。
看似一個普通的美女高中女學生，平常穿著高跟鞋，其實私底下心狠手辣，甚至為了能完成目的而不惜犧牲所有夥伴。喜歡吃鮭魚丼。
能力是「原子崩壞（原子崩しメルトダウナー）」，可以操控不附在原子上的自由電子，使其處於在「波」和「粒子」之間的「曖昧狀態」，藉此發射電子線作為攻擊手段（正式分類上被稱作「粒機波形高速砲」），同時利用「擴散支援半導體」增加攻擊範圍，也可以用自由電子做成護盾粉碎物品跟阻擋暴風，也能扭曲電擊的軌道，或是向後噴射以作為推進力。因為能力十分不穩定，需要很多的微調和慎重的設定。單純看出力的話，「原子崩壞」完勝「超電磁砲」，但在應用性上遠遠不及對方。若是解放全力的話可以瞬間把第三名轟成渣，但同時自己也會一同被粉碎。
敵視年紀較小卻排名較高的美琴。在外傳的《妹妹篇》中被研究所雇佣，与前来破坏研究所的美琴交战，最後因芙蘭達離去前忘記回收自己布置的炸彈而被美琴操控利用，最後沒能阻止美琴破壞並逃跑。
在10月9日時帶領「道具」與「學校」交戰，殺死了譽望萬化並奪走他頭上的金屬環當成戰利品，但敗給了「學校」的超能力者垣根帝督。因芙蘭達出賣隊友而殺死她並逼迫瀧壺使用能力而与濱面仕上结怨，一路追杀他的过程中自断一臂，几乎被毁容，也被濱面刺瞎了一隻眼睛。第三次世界大战中，不惜自残試图杀死滨面却失败，之後身體裝上了義眼及義肢再次出現追殺滨面，之后在其感化和原谅下意识到其实黑手是都市高层而与之和解。此后其残忍的性格有所改变，对自己杀死同伴的行为也很後悔。
現在的身體裝上了義眼及義肢，現在大腦是直接連接義眼來使用從機械直接讀取情報的功能（如監視器）。在《一端覽祭篇》中，進行慣例的義肢保養活動（烘焙）時意外碰上了將自己分解從而偷渡進學園都市的灰姑娘。隨後被捲入復活且強化了的垣根帝督所引發的動亂中，與一方通行聯手對抗第2位。《人力資源計畫篇》時與絹旗、瀧壺一同前往博覽百科，隨手轟飛了扶桑彩愛強化能力用的音響卡車，並與除了垣根帝督以外的其他五名超能力者一起對抗失控的「英雄」們。在歐提努斯還原世界後，對學園都市向7位超能力者發出的對上条當麻的獵殺委託不予理會。於聖日耳曼來襲時碰巧與「道具」的其他女孩前往「類鑽」購物，被封鎖在大樓之中，不斷試著在牆上開洞並以裝備義肢後能夠使出的體術制伏眾多聖日耳曼，最終與「道具」全員、上条當麻、加納神華、史蒂芬妮等人決戰最後的聖日耳曼。
學園都市崩解後，與絹旗繼續待在日本，兩人來到了學園都市附近預定要被命名為「奧索拉」的教堂旁。
絹旗最愛（Kinuhata Saiai，聲：赤崎千夏）
「道具」的主要戰鬥員，常在話裡加上「超」來強調語氣。棕色bobo头的女生，有著跟其十二歲的年齡不符的身材和面貌，但行為舉止都是十二歲。
能力是等級4的「氮氣裝甲」，接受过「黑暗五月計画」开发，模仿一方通行防禦方面的演算，获得最佳「屬於自己的現實」，其能力是在其皮膚上4～5公分的距離內將氮氣壓縮，使其具有高密度且強大的自動防御能力以及近戰能力。可以此做出舉起汽車、接住子彈等不符常理的動作。會隨身攜帶壓縮的氮氣瓶以避免緊急狀況。
十分珍惜伙伴，為了拯救伙伴可以犧牲自己來拖延對手。
喜歡看三流的C級電影。稱自己為「唯一能理解大導演想傳達的東西的人」。喜歡捉弄、嘲笑濱面，但也會拉著他一起看C級電影。
在外傳《科學超電磁砲》的《妹妹篇》中，與道具其餘成員分頭行動，因而在另一地點抓住了布束砥信。
對平胸相當煩惱，曾誤以為買野武藏牛奶給自己的濱面是因為覺得她胸部太小，結果對方只是希望她能長高些。在《天賦夢路篇》中，在販售「印地安撲克」的攤子上挑選卡片時巧遇美琴，兩人隨後險些為S級卡片「巨乳御手」大打出手，但在卡片被意外弄混後意識到雙方應該互相合作而化解了敵意。
本傳中暗部混戰時，在「道具」與「學校」的戰鬥中重創了砂皿緻密卻被垣根帝督打傷，暫時退出戰線。三次大戰前夕，由於仍然待在暗部而被委託了剿滅「迎電部隊」殘黨的工作，卻被前來尋仇的史蒂芬妮給突擊，與之交戰獲勝。
大戰結束後與「道具」的其他人一同脫離了黑暗。儘管麥野的個性改變了許多，但她還是經常需要在麥野要做出過激行為時加以阻止。
學園都市崩解後，與麥野繼續待在日本，兩人來到了學園都市附近預定要被命名為「奧索拉」的教堂旁。
芙蘭達·塞維倫（Frenda Seivelun，聲：內田真禮）
「道具」的成員，是個金髮的高中女生。習慣在話的開頭加上「結果」。是芙蕾梅亞·塞維倫的姐姐，加納神華的好友。
性格狡诈多变，喜欢装可爱，不會游泳。喜歡吃鯖魚罐頭。
無能力者。擅长設置炸彈陷阱及各種爆彈。在外傳的《妹妹篇》中，為了想賺比較多錢而自告奮勇作為迎擊美琴的先鋒，以大量炸彈、心理戰與體術幾乎將美琴逼入絕境，最後仍然戰敗，被及時趕到的麥野所救，撤退時卻忘記要回收之前設下的炸彈陷阱，被美琴發現而作為反擊麥野的契機。
在9月28日和佐天淚子產生了一些友誼，並誤會以為佐天也是喜歡吃鯖魚罐頭的人，其後從「學校」手中救出佐天並聯手打敗弓箭獵虎後，兩人約好了一星期後在佐天家吃鯖魚料理。但在10月9日的事件中，因為害怕垣根帝督的力量而洩漏「道具」的情報，隨後逃跑，但最後被麥野腰斬杀死，骨灰存在第十学区的「墓地」。後來形象被暗部利用，在《一端覽祭篇》中藉由麥野的義眼重現在她面前，試圖以此對她造成精神創傷。
在綜合商業大樓「類鑽」頂樓擁有一棟公寓，是只屬於她的「避風港」與堆放準備送給朋友們的生日禮物的地方，一直隱瞞著「道具」的隊友們，但最後還是被發現，並被認為是芙蘭達實驗新炸彈的場所。
瀧壺理（Takitsubo Rikou，聲：洲崎绫）
本作科學側女主角之一。 「道具」的成員，表情总是无精打采的少女。穿著看似睡衣的粉紅色運動外套，有着隐藏巨乳。
能力是等級4的「能力追蹤（能力追跡（AIMストーカー））」，能在太阳系范围内追踪其他能力者的AIM力场，甚至加以控制使其失控。
有着控制一切超能力的潜能，如果达到等級5便可隨意對「只屬於自己的現實」進行增強、削弱、交換或增加成複數，会拥有无视等级素养随意给予任何能力或是使任何能力者失去能力的恐怖效果，足以取代都市所有能力开发机构甚至制出多重能力者，成为君临都市的女王，被「禮服女」稱為「個人都市」。
雖然有成為等級5的資質，但是按照正常程序耗費的時間與資源過於龐大，因此為了加速能力进化，使用了名為「體晶」的白色粉末（于《科学超电磁炮》中的「失控能力法則的解析用誘爆實驗」中開發出來，作用是引發能力失控）。但因使用能力時是進入失控狀態，故無法過度使用能力，否則身體會崩潰。出場時身體已經因為體晶的影響而十分虛弱。
在與濱面接觸中，相互喜欢上了对方，并已经确认恋人关系。
在《一端覽祭篇》中使用能力影響了垣根帝督，令独角仙05号夺取了垣根帝督整体的控制权，使得惡質化身失控被擊敗。學園都市崩毀後，與濱面一起前往英國，遇上了從新天地歸來的魔神奈芙蒂絲與娘娘。
濱面仕上（Hamazura Shiage，聲：日野聰）
「電話女」（ITEM Liaison，聲：村川梨衣（科學超電磁砲S、科學超電磁砲T）、渡部紗弓（魔法禁书目录III））
身份不明。「道具」直属上级，身着礼服的女人。直接给麦野下达指令的人。可能是理事之一。

#### 人員（Member）
學園都市的暗部組織，在十月九日的事件後毀滅。
博士（Hakase（英語：Professor），聲：杉崎亮）
本名不明，戴著眼鏡，穿著白色實驗用長袍的年長男子。「人員」的領導者。知道魔法的存在。
是研究AIM擴散力場的專家，斷言結標淡希和瀧壺理后有成為等級五的可能。使用手上的機器來控制及操作反射合金粒子「合歡（オジギソウ）」進行攻擊。跟在其身邊的機械犬則是由馬場芳郎控制。
在十月九日時，原本要以能夠消滅肉體的「合歡」幹掉垣根帝督，結果被反將一軍殺死。
馬場芳郎（Baba Yoshio，聲：林大地 (声優)）
「人員」的成員，臉上長了雀斑的胖子，高中生。擅长機械动物的遠端操作。
習慣對對手進行精闢的分析，找出弱點與破綻，再利用機械犬T:GD與心理戰，把對手逼進死胡同。認為人與人之間只有欺騙與利用，相當看不起將信念寄託在她人身上的人。
在外傳的《大霸星祭篇》中，自己的高中與常盤台中學比賽，通過掌握對方的資訊並制定應對計畫而讓在能力上處於劣勢的自己學校取得許多優勢，更在比賽中操縱機械蚊子T:MQ襲擊御坂美琴(實際上中招的是10032號)。後來與調查此事的婚後光子交戰，因判斷機械犬T:GD不足以對付她而使用T:MQ將其無力化。正要將婚後帶走時被及時趕到的灣內、泡浮和佐天阻攔，以大量的T:GD和心理戰與灣內和泡浮交戰，最終不敵且被狠狠甩了一巴掌。逃跑後為了向兩人報復而起動巨大機械螳螂T:MT，卻被追蹤信號至此的美琴秒殺，並被威脅再也不准出現在她的朋友身邊。
在十月九日的事件中，潛藏在第二十二學區中的理事會專用地下避難所「避暑地」，被「學校」暗算而困于其中，以为自己缺少食物和氧氣，而陷入絕望的深淵。
紅色水手服（聲：大和田仁美）
查樂（Saraku，聲：高橋大輔）
穿著羽絨衣的男子，「人員」的一員。自稱「一流惡黨」。
能力是等級三的「死角移動」，其能力必須藉由其他人背後的座標位置來輔助計算進行自身的空間移動，所以只有等級三，通常能夠移動自身的空間移動能力者都會被列為等級四（Level 4）。也因如此，只要沒辦法掌握對手的位置就只能束手就擒。常使用「人質」這種卑鄙戰略。
在十月九日時對一方通行使用「人質」戰略時被一方通行破解，然後被一方通行槍殺而死。

#### 區塊（Block）
學園都市的暗部組織，在十月九日的事件後毀滅。
佐久辰彥（Saku Tatsuhiko，聲：水越健）
體格像熊的壯碩男子，28歲。是「區塊」的領導者。
跟覬覦學園都市的外部組織有所勾結，因此在都市外有5000人的傭兵援助。心狠手辣，做事残忍不择手段。
十月九日時，大舉的讓學園都市外的5000名傭兵闖進學園都市。結果在艾札力的設計下，讓學園都市的「無人用戰鬥直升機」啟動，傭兵被屠殺最後只剩幾百人。
打算利用僱傭兵闖進學園都市內的「拘留所」，再以「拘留所」中結標淡希的夥伴當作人質，交換進入亞雷斯塔所在的「沒有窗戶的大樓」的動作，與亞雷斯塔親自進行交涉。
但他過於執著在計畫上，結果在拘留所內與「集團」對峙時被手塩一拳打昏。
手塩惠未（Teshio Megumi，聲：森永千才）
體格良好的女子，身高180公分，25歲。「區塊」的成員。
身體強壯，徒手搏擊的能力極強。平常的職業是警備員。利用警備員的「逮捕術」加以改良作為攻擊手段。懂得利用地形、克服地形，儼然是個優秀的士兵。雖然策畫了利用結標淡希進入亞雷斯塔大樓的計畫，但不喜歡佐久強硬殘忍的作風。因為以前的某件事而對亞雷斯塔懷有怨恨。
十月九日時在「拘留所」與結標淡希對峙，最後敗北。
山手（Yamate）
「區塊」的成員。被海原光貴（艾扎力）殺死關在「人力派遣」家的衣櫃裡，並以其面貌作為偽裝入侵了「Block」。
鐵網（Tetsumou，聲：續木友子）
「區塊」的成員，陰鬱的少女。
能力是 Level 3 的「意見解析」藉由與他人握手來得知對方的所有資料。在「Block」中被用來確認間諜和叛徒。
被艾扎力设计炸断双手，結果失血過多再加上過度震驚而死。

#### 新生（新入生）（Freshman）
三次大戰後成立的新暗部組織。
黑夜海鳥（Kuroyoru Umidori，聲：春野杏）
「新生」主要成員，总是拿著一只海豚玩偶的十二岁女孩。穿著套頭斗篷，打扮很朋克，追求著破壞與混亂的世界。心甘情愿留在暗部。
能力是LV4「氮气爆枪（Bomber Lance）」，从手心放出氮气聚合体攻击。接受「黑暗五月計画」开发后模仿一方通行得到「向量操作」的演算模式。
随身配备数千条微型生化辅助手腕，能与自己连为一体，做为额外的手放出氮气枪而使能力数千倍叠加提高，加上演算实际发挥可达LV5。由於上半身已成為改造人，因此能將手臂進行拆卸。但根據本人所說，因為覺得下半身很乾淨，所以沒有改造的必要。
在「新生」的编制中跟阿尔法是搭档。平常将数千条手腕放在海豚玩偶中。
在阻击一方通行的作战中被上条当麻击倒，现在成为了一方通行的俘虏。
在《夏威夷篇》中，跟隨一方通行來到夏威夷。經常被番外個體捉弄、欺負，甚至到最後還會大哭出聲。
銀色十字‧阿尔法（Silvercross Alpha，聲：天崎滉平）
「新生」主要成員，自称「能够掌握TPO的人」（意指「能够随时查觉周围状况、环境并应对的人」）。高中生左右年龄的青年。因曾毁容对外部机械驱动铠有着狂热的喜好。
持有一百多台的驱动铠用强化外装。驾驶本体是名为「犰狳」，四只脚的迷你驱动铠。一场战斗就使用了十多种各式各样新型驱动铠的支援。
擅长视情况而变改变自己的配件和行动模式，换装只需要两三秒。因为主要攻击手段都是枪炮弹药，视绢旗最爱为天敌。

### 黑暗五月計畫
以一方通行的演算模式，試圖將能力者的「屬於自己的現實」強化的實驗，存活率相當低。目前已知的實驗者有四位。
絹旗最愛（Kinuhata Saiai，聲：赤崎千夏）
黑夜海鳥（Kuroyoru Umidori）
釣鐘茶寮（Tsurigane Saryou）
杠林檎（Yuzuriha Ringo，聲：夏目妃菜）
首次登場於外傳《科學未元物質》。黑髮的幼女，能力为“念动力”。

### 木原家族
應運科學的發展出現的家族組織，都是具有超人科学才能、为科学不择手段的狂人。根據圓周表示，木原一族成員總數有五千人以上。
木原數多（Kihara Amata，聲：藤原啟治）
學園都市的科學家，「獵犬部隊」的首領。臉左半部有刺青。性格暴虐，能毫不在意地捨棄部下，把人命當成雜草踐踏。擁有天才般頭腦，為開發一方通行能力的人，因是開發一方通行能力的人所以在超能力研究方面也是一位權威。
早在開發一方通行時就看他很不順眼，但因為上級的命令而作罷。在0930事件中，把過去對一方通行的怒氣全部一次出在他身上。
在0930事件的一開始，見過前方之風，但不把她放在眼裡而離去，因而沒有被奪走意識。
遵照亞雷斯塔的命令襲擊一方通行等人，將天使病毒注入最終之作腦中，使人造天使「修絲·風斬」降臨學園都市。但他綁架最終之作的行為激怒一方通行，最後和獵犬部隊一同遭到殲滅。
熟知一方通行反射能力，使用「寸止」將一方通行重創並且逼到絕境，卻因無法應對一方通行失控所產生的黑翼而以數十倍音速被轟飛，屍骨無存。
木原幻生（Kihara Gensei，聲：高岡瓶瓶）
學園都市的科学家，木原家族前宗主，是外表年齡貌似已達七十以上的一名老者。能力體結晶實驗的主持人。企图通过制造能力體結晶使能力者失控来进化出LV6。
为了科研不择手段，執著於使用「體晶」來創造「絕對能力者」的計畫，甚至因此還使用了自己的親生孙女为第一个实验品，又欺骗木山，进行失控实验讓數名學生陷入昏迷狀態。计划失败后下落不明。
在大霸星祭篇中，利用「Exterior」（外裝代腦，下文亦如此簡稱）破解食蜂操祈施加在御坂10032號上的多重防護和植入特殊病毒，試圖利用病毒將御坂美琴本人進化到Lv.6（絕對能力）。並且貌似使用幻想御手控制多名被監禁的能力者，取得其稀有的能力，為一名多才能力者 。他還藉由幻想御手實現對外裝代腦進行基本同調，使用多種能力與在場地內設下大量陷阱的食蜂操祈對決，但敗給食蜂操祈並導致腦死。
在2013年的「某夏季的限定企劃」角色人气投票中，排名第七位。
泰瑞絲緹娜‧木原‧萊夫雷恩（Therestina Kihara Lifeline，聲：大原沙耶香）
木原那由他（Kihara Nayuta）
木原一族成員之一，似乎是泰瑞斯提娜的妹妹，金髮雙馬尾的小學生，《某自动贩卖机的存在证明》中出场。
在木原一族中，完全可以說是“異類＂的一名小女孩，在家族中是受排挤的一个，具有天真且善良的個性。
由於在「體晶計畫」中，接觸了枝先絆理等「棄童（Child Error）」並結為好友，所以下定決心用最大的努力去保護他們，提供自己的身體作為代替他們進行不人道實驗。因此原本的肉體幾乎完全崩滅，髮色也由于长期药物作用变成了金色，數度瀕臨死亡，最後以機械組織替代失去的身體。
由於肉體幾乎毀滅，全身70％已成為機械，也因此擁有驚人的運動能力和閃光裝置等。
是能力者，能力為「AIM立場干擾」，能观察并藉此影響甚至控制其他能力者的能力，等級不明。同時也是風紀委員，原本負責的是絆里等人先前所待的特殊學校法人RFO。
為了幫助絆理等人及木原一族的期望而想成為LV5，在外傳中向御坂美琴挑戰，而演變成亂入的削板軍霸與美琴的對決，可以說是目前所知第一次的「LV5 VS LV5」，最後在舍監強大的武力介入下使戰鬥告終，也被美琴和削板軍霸两大超能力者的强大实力震慑。而那由他因戰鬥損傷嚴重，身體再次進行調整。
木原亂數（Kihara Ransuu） 
木原一族的研究員，以「感官體驗」專攻的化學物質為研究領域的專家。茶色頭髮的年輕男性。
語調和個性是標準的木原，在一族之中的地位為中下。
藉由散布自行研發的，效用等同於賀爾蒙一般的微小粒子來控制對方的精神，同時會使用好幾種不同的化學物質進行複雜的操作，可以讓複數的人們同時看到複雜的幻覺。
《天擇者篇》中，與病理、圓周一同前往巴格吉城，襲擊了「反學園都市科學守衛者」的高層並加以折磨。隨即與搗蛋鬼成員中和自己同樣操控幻覺的烏特迦洛奇對決，兩人陷入無限輪迴的幻覺之中，同歸於盡。亂數所散布的、滯留在決鬥地點的黴菌隨後被圓周回收，並被用來製造更強大的生化武器。
木原圓周（Kihara Enshuu）
木原一族不「及格」的成員，有著包包狀的的髮型，身上攜帶了三台手機，性格不自然的女孩。專攻的領域是「學習裝置」。
小時候曾經被對木原一族心懷憤恨的人拘禁，試圖以斷絕其資訊來源的方式使其變得不「木原」。在黑暗的小房間中度過了幼年，卻從伸手可及的一切中學得了所需要的一切知識，某一天完美地以不明方式殺死了所有人並逃離了監禁。然而因幼時經歷變得不會分辨善惡，只會按照指令行事的存在。
會把自己的思考模式圖形化，並且借用他人（如其他「木原」成員及上条當麻）的思考模式來行動。對此，加群懷疑其「原本的人格」是否還能保持完整。
《天擇者篇》中，與病理、亂數一同前往巴格吉城，以木原數多的戰鬥模式(以顯微鏡的精準度控制槌子的破壞力)輕鬆壓制雲川鞠亞與近江手裏，在能下殺手前被加群阻擋，為了殺死加群轉而使用木原唯一的戰鬥模式(震撼體內的二氧化碳以爆破血管)，但不敵加群的定向炸彈而逃跑。聽到病理的呼救後協助其重新站起，並預測到對方會偷襲自己而搶先閃避，使用上条當麻的戰鬥模式摧毀了病理的上半身。隨後回收了亂數的黴菌武器，使用紫外光將其變異為殺人武器，等待過程中與前來阻止的雲川鞠亞、近江手裏與莎芙利對決，最終落敗被俘。
回到學園都市後，雖然沒有必要卻號稱「自願」而付錢給監禁能力者的少年院把自己監禁在裡面，實際上則是因自身能夠模擬、重現任何一個「木原」的能力為亞雷斯塔所顧忌而被其刻意誘導自己產生「想要待在裡面」的想法。《上里翔流篇》中，被木原唯一帶出少年院並被要求模擬已經無法行動的腦幹，卻發現腦幹就如同加群一樣是自己無法解析的存在。
木原病理（Kihara Byouri）
木原一族的研究員，專攻「放棄」的情緒的學者。坐在可變式輪椅上的女性。在一族之中為上位的家族成員。
擅長誘導對方的心理，使對方心生「放棄」的情緒。體內由未元物質改造過，即使心臟被摧毀也能隨即再生的改造人。可利用未元物質將身體進行型態改變，例如手臂改為雪人臂以增加力量，甚至能創造新的大腦以使用學園都市的超能力。
數年前為了使木原加群放棄作為善良教師的身分，創造出隨機殺人魔襲擊雲川鞠亞，使得加群為保護學生而殺死殺人魔後自行離開學園都市。
《天擇者篇》中，與亂數、圓周一同前往巴格吉城，與屠殺學園都市部隊的瑪麗安·史琳格奈亞對決落敗，失去行動能力。被圓周找到後，藉由其幫忙使用「未元物質」重獲行動能力，又為了獨佔未元物質的使用技術而偷襲圓周，被圓周預測並搶先閃避後以上条當麻的戰鬥模式擊敗，上半身被毀。藉助未元物質重構身體後意圖殺死雲川鞠亞等人，與出手阻止的加群展開決戰，分析出對方的術式能夠治癒致命傷後對加群造成大量「不構成致命傷的傷口」試圖令其失血過多而亡，失去對未元物質的控制後被木原加群拚死的最後一擊殺死，但也同時殺死了對方。
其战斗数据作为资料使垣根帝督掌握了重构身体的能力。
木原加群（Kihara Kagun）
木原唯一（Kihara Yuiitsu，聲：中原麻衣） 
木原一族成员，穿着研究员服装的女性。似乎为现任宗主，指派了病理、亂數與圓周前往巴格吉城。《一端覽祭篇》中引誘未元物質體垣根帝督出戰對抗一方通行，最後審視了所有對未來的利益有用的人物。尊稱腦幹為「老師」，輔助其作為亞雷斯塔左右手的任務。在腦幹被上里翔流打成重傷昏迷後，為了復仇而使用心理掌握的「Five_Over」偽裝成化生院明日香，切下上里的右手，以改造過的「修格斯樣本」和「弱毒性聖日耳曼病毒」強行取得「理想放逐」的力量，險些殺死上条當麻，被取得A.A.A.的美琴阻止。與亞雷斯塔商量後，繼續以獵殺上里為目標，在學園都市中釋放大量的魔法生命體「元素」。在上里本人被放逐至「新天地」後，以右手要脅全體上里勢力獵殺上条當麻。最後在府蘭與琉華成功透過奈芙蒂絲的殘塊將上里召喚回來後，被一眾少女團團包圍，生死不明，而「理想放逐」則被奪回。
木原腦幹（Kihara Noukan，聲：速水獎）
一條金毛獵犬，木原一族的成員，是木原最初的七位始祖所改造的生命。統括理事長的左右手，也是「對魔法式驅動鎧」的使用者，是負責對付雷蒂麗‧坦格洛德、芙羅蘭‧克洛伊杜尼與代號「Dragon」的安全閥。在蜜蟻愛愉所引發的事件落幕後，殺死了幕後黑手蠢動俊三，完成了所有七十二件因理事長缺席而引起騷亂的人們的擊殺任務。在僧正、娘娘、奈芙蒂絲等一眾「魔神」入侵學園都市時受命將其擊殺。對決上里翔流時，驅動鎧的所有部件都被傳送至「新天地」，但因為自己非常滿足於「現在的世界」而無法被傳送。出於敬意，上里用手杖將其打成重傷，最後被唯一放入冷凍睡眠裝置，等待科技更加先進之時才能救治。《克倫佐篇》時，被冥土追魂救醒並跟隨他一同前往米娜‧馬瑟斯與莉莉絲的所在地。
木原相似（Kihara Souji，聲：田丸篤志）
於外傳「科學未元物質」中登場，木原一族的青年。本職為人工肢體、器官等醫療設備的開發及技術研究。
九月初，由於一方通行的大腦受損，將「DA」中更為激進的一批人「DA‧覺醒」洗腦，進行對杠林檎的捕捉作業。對她進行調整後得以在她身上重現一方通行的能力，並強迫杠林檎與垣根帝督戰鬥，試圖透過超能力者之間的戰鬥獲取數據。
計畫最後被常識所不適用的「未元物質」給粉碎，相似本人則被未元物質的一刀給逐漸沙化，最終變成一盤散沙死亡。死前還興奮地看著自己被沙化的下半身，想著要分析研究這一現象。

### 研究員
冥土追魂（Hevun Kyanseraa（英語：Heaven Canceller），聲：仲野裕）
本名不明。看起來像青蛙的學園都市醫生（美琴稱他為「真人版蛙太」）。能靠部份麻醉進行心臟手術（小說第五集），技巧高超到号称「不死就能救活」的地步，所以得此外号（能从鬼门关追回病人灵魂）。以「不管發生什麼都不能拋棄患者」為信念，行動時連眉頭都不會皺一下。曾做出能夠克服人類壽命的機器。
在都市建立前於英國救下了重伤的亞雷斯塔，幫助亞雷斯塔來到日本並告知學園都市理念，之后的都市建立中也是重要人物，但因自身意愿，未担任理事。
原本擁有亞雷斯塔的生命維持裝置的遠程控制器，有能力立即終止其運作以終止亞雷斯塔的生命，但因不抛弃病人的原则放弃。
芳川桔梗（Yoshikawa Kikyou，聲：冬馬由美）
在學園都市中研究所上班的女性研究員。在小說第五集中得知年齡已經超過二十五歲了。負責管理「絕對能力進化計劃」實驗的中樞。實驗凍結後一個人留在研究所中，企圖阻止受到天井入侵的最終之作失控。自知性格天真卻不溫柔，曾想當老師而後來放棄了。為了阻止天井曾胸部中彈。小說第十二集中和一方通行與最終之作一起出院。
黄泉川的挚友。在0930事件中發現了因為中了「天譴術式」而昏過去的黃泉川，並得知一方通行獵殺獵犬部隊一事。
天井亞雄（Amai Ao，聲：鈴木達央）
原本是量產型能力者計畫的研究員，專長是使用學習裝置製作人格資料。在「絕對能力進化計劃」時間中負責實驗管理。實驗凍結後於最終之作腦中放入病毒，企圖加入反學園都市的外部組織，但被一方通行阻止。其開的車似乎是黃色的凌志LFA。
後來趁著一方通行對最後之作的程式進行重組的過程中，槍擊他的眉間，也讓一方通行之後失去演算能力。
最後與芳川桔梗以槍近身對峙，但最後還是被她槍殺而死。死前對芳川說「溫柔這個詞果然不適用於妳，妳現在是堅強了」。
木山春生（Kiyama Harumi，聲：田中敦子）
松定博士（Matsusada）
流體力學界的權威，著作是「黏性、濃度與次世代演算裝置的未來」。由於研究成果成為了「人力資源計畫」的基礎，因而害怕得想要逃出學園都市，被黃泉川與史蒂芬妮阻止，卻在被捕前一刻吞下藏在臼齒中的冬眠劑「CP-191」，讓自己陷入長達三個月且無法被中途喚醒的睡眠。
蠢動俊三（Shundou Toshizou）
“才人工房”第三研究室“内部进化（Ideal）”的研究员，在“内部进化（Ideal）”实验意外，以为仗着受统括理事会支持可以继续获得实验预算，结果被食蜂和统括理事会交涉后中断了“才人工房”的资金。
向武裝集團「Deadlock」提供「篡奪之槍」，試圖透過其來搶奪「心理掌握」的研究者之一。因違背都市高層的意志而全員被抹殺，然而蠢動卻透過將自己大腦中「人之所以為人」的部分接上殺人鯨的大腦而轉生逃過一劫，躲藏在巨型水族館「天體水球」。暗中協助了蜜蟻愛愉的行動，事件結束後被亞雷斯塔派遣的木原腦幹擊殺。

### 其他學園都市關係者
妹妹們（Sisters）
小郭（Kuruwa，聲：和泉風花）
半藏的家臣，忍者。想復興忍者，並找來「原石」名單企圖將他們拉入夥。
外型是迷你浴衣，左手是無袖型，會露出肩膀，不知為何帶是透明的，浴衣更配合這點，露出了肚臍，在帶子上外加兩條皮帶，更裝飾著一條長鎖鏈。
雖然是忍者，但是會用手枪戰鬥，本人自稱忍者是會因時代不同而不斷進步的。
其必勝忍法就是脫衣。
人才派遣（Management，聲：野上翔）
學園都市的黑市商人，負責替人手不足的犯罪計畫補充人力的仲介。替「區塊」的計畫介紹了大量傭兵，又幫「學校」的計畫介紹了新任狙擊手砂皿緻密。在五大暗部的混戰中被土御門元春槍擊並回收，由下層組織運送時遭到「學校」的譽望萬化攔截滅口。
百貨公司（Depart，聲：本橋大輔）
學園都市的黑市商人，年紀約莫大學生左右的男子。以幫人尋找「藏身處」起家，主要販售逃跑或隱藏行蹤時所需的物品。有著毆打人肉沙包的低級興趣。
在三次大戰前夕的暗部動亂中，被一方通行受命暗殺。
坂島道端（Sakashima Michibata）
常盤台中學指定美容院的店長。喜歡打電動與和顧客閒聊。曾經提議將白井黑子的髮型改成爆炸頭，更曾經不自禁地把帆風潤子的髮型整個大改造。
丈澤道彦（Jousawa Michihiko）
「新生」的下級成員，負責「龍騎士」驅動鎧的保養與維修。出於「希望可以讓它為人類帶來貢獻」的理由，而將龍騎士借給突然出現的濱面仕上。
不願竜造（Fugan Ryuuzou）
學園都市的「黑暗」中的軍火設計師，從網路接單後將設計圖上傳以換取酬勞。由於不信任網路銀行的防火牆，於是將所有酬勞換成黃金存放在自己的移動據點，大型油罐車之中。《人力資源計畫篇》中，被追查人力資源計畫的土御門元春襲擊，隨後所在位置與大量黃金的情報被公開，幾分鐘內便被「土狼」們掠奪一空。
山揚子（Sangaku Youko）
「衛星引導車失控事件」中，該引導車的駕駛。原本在絕望之下決定犧牲自己，最後在及時趕到的初春飾利的捨身協助之下成功將車給勉強停下。

## 魔法勢力（十字教各宗派・魔法結社・其他）

### 英國

#### 英國清教（清教派）
茵蒂克絲（Index，聲：井口裕香）
本作魔法側女主角之一的同時也是本作第一女主角。
英國清教「必要之惡教會」魔道書圖書館的少女。
史提爾·馬格努斯（Stiyl Magnus，聲：谷山紀章）
英國清教「必要之惡教會」的魔法師，14歲，平時總是穿著黑色的修道服。
魔法名為「Fortis931」，拉丁文的原義為「強者」，其所寄託的意義為「在此證明我乃最強之理由」。認為對戰時報上魔法名是件老掉牙的傳統，無法理解。史提爾反而認為向對手報上魔法名是方便「殺戮之用」。
一年前曾是茵蒂克絲的監護人，雖然只有一年但卻讓史提爾做出要維持一生的覺悟。為了保護茵蒂克絲這個悲劇的少女，他會不惜一切代價，甚至獻出生命。
除了會說英語和日語之外，也會說意大利語，但說意大利語時會帶有濃厚英國的口音。
用火炎之劍與能自動追蹤敵人的獨創絕招—攝氏3000度的火焰構成的「獵殺魔女之王」，此術式可以迅速重生，其強大的力量連上條當麻的終極防禦“幻想殺手”都無法完全抵禦（範圍不足）。卡片經由天草式依據特定的「意義」排列後，能夠使力量更加強大。
從名字及獵殺魔女之王的模樣推測原型取自北歐神話中的火巨人史爾特爾。
在三次大戰時守在被右方之火控制的茵蒂克絲身旁，奮力阻止失控中的她。右方之火被擊敗後，透過無線電協助上条當麻令「伯利恆之星」安全墜毀。《搗蛋鬼篇》中則在空中與搗蛋鬼的耶夢加德對決。克勞利災害爆發時負責駐守在倫敦塔中。
神裂火織（Kanzaki Kaori，聲：伊藤靜）
本作魔法側女主角之一。英國清教「必要之惡教會」的魔法師。倫敦排行前五的魔法師。18歲，外型是身材性感、身穿T恤（露出肚臍）與牛仔褲的巨乳美女，牛仔褲的左腿褲腳管被扯掉了，露出了整個左腿，在天氣較冷時就會再加多件羽絨外套，外套右臂部的袖子被扯掉了，露出了肩膀。在穿和服時是不穿內衣，即使穿著如此暴露，她還是對被看見裸體非常在意。在小說第十六集中，神裂終於接受土御門的建議，穿上了墮天使工口女僕套裝給上条看，報答上条一直幫助她及天草式的事，這事令上条受到很大打擊。
魔法名為「Salvare000」（拉丁文：拯救），寄託的意義為「向無助之人伸出救援之手」，有著絕對不殺生的信念，世界上不到20名的聖人之一，强大到以一挡万都不为过的地步，謠傳唯有真正的神和天使才有打敗她的實力。一直疑惑为何自己是神的宠儿，其他人却得不到拯救，故树立起了要以自己所得神力「對受遺棄者伸出救贖之手」的博爱精神，绝不杀人。这种信念也成为她领导的天草式十字淒教所坚持。在小說第四集中得知，當初神裂在加入英國清教「必要之惡教會」，基於必要之惡教會的成員太多也是英國人，所以溝通時也只能用英語，但由於自身本來英語也不太能，所以就不斷靠也是日本人但能說流利英及日語的土御門，直到現在，才能靠自己。在小說第七集中得知，當神裂在面對煩惱時，就會以手指玩弄著額頭瀏海。不懂得使用太先進的科技，電話也是十分舊式的，曾經因洗衣機壞了而要使用洗衣板時，剛好蘿拉送來了由學園都市所送來的洗衣機，但洗衣機用不到一天就因神裂等人錯誤使用而壞了。
和雪莉、奧索拉、雅妮絲、露琪亞及安潔莉娜一起住在「必要之惡教會」位於倫教的朗伯斯區的女子宿舍。
和蕾薇妮雅的關係不太好，到了水火不容的地步。曾經在討伐魔法師的時候遇見目的相同的對方，在一同前往目的地的路程中數度險些大打出手，使得蕾薇妮雅的部下馬克‧史佩斯必須不斷勸架。最後好不容易到達魔法師的據點時，兩人隨手將本來的討伐目標秒殺後就開始正面交鋒了。
認為茵蒂克絲是重要的朋友。
由於擅用武器「七天七刀」有差不多兩米以上的長度，使得神裂在上飛機前都要做非常多的審議工作。
在和牛仔褲店店主及導遊的少女一起行動時，都是一人座在車的後座中，而「七天七刀」多數都放在車頂上(因「七天七刀」有差不多兩米以上的長度)。
擅長用鋼絲攻擊的「七閃」和以稱作「令刀」的日本刀「七天七刀」攻擊的必杀技「唯閃」。
《克倫佐篇》時，被人造惡魔「逆源質拼圖545」附身，與騎士團長一同對抗亞雷斯塔‧克勞利，由於使用的術式的基礎都是由對手所制定的所以對其無效，被其輕鬆擊敗。由於被附身時殺死了不少克勞利災害，擺脫逆源質拼圖545的影響而清醒後瀕臨崩潰且懷疑自己可能永遠都無法再施行魔法，在奧索拉的安慰之下稍微穩定了下來。
土御門 元春（Tsuchimikado Motoharu，聲：勝杏里）
雪莉·克倫威爾（Sherry Korenwell，聲：渡邊明乃）
英國清教「必要之惡教會」旗下的魔法師，同時是王宮藝術院中的艺术教师和最優秀的暗號解讀官。20多歲（應該超過25歲），金髮，褐色皮膚，穿著哥德蘿莉式洋裝。由於不整理頭髮，髮型有如獅子一般。操縱約四公尺高的卡巴拉石像怪以及具有多個眼球的哥雷姆。魔法名為「Intimus115」（拉丁文：羁绊），寄託的意義為「將一切奉獻給已逝故友」。對話時交錯使用男女口氣。雪莉不太會讀漢字。認為衣服在河邊洗就行。經常因專注于雕刻而忘了時間至日上三竿時，才出去吃早餐。
其好友艾利絲是一名能力者，「能力者無法使用魔法」的結論就是從艾利絲身上得知的。20年前艾利絲被「騎士派」殺害而與他们结仇。
現與奧索拉一同進行暗號解讀的工作，兩人似乎培養出不錯的感情。和神裂、奧索拉、雅妮絲、露琪亞及安潔莉娜一起住在「必要之惡教會」位於倫教的朗伯斯區的女子宿舍。
蘿拉·史都華／克倫佐（Laura Stuart / Coronzon，聲：川澄綾子）
英國清教最高主教（Archbishop）。留著一頭長達身高2.5倍長度的超長金髮。
使用的日語聽起來像古代語，但嚴格說起來並不是正確用法，讓人感到相當怪異（被其他人認為是白癡口吻）。這件事在倫敦謠傳開來，本人為此相當在意。日語能力是向土御門學習而來。
外觀看起來相當年輕可爱，但30年前就已是这副模样。
實際上为大恶魔「克倫佐」，為藏身於生命之樹背後的惡魔兼守護者，除了不讓不合資格的人登上樹頂獲得知識外，自身也能自由上落生命之樹。過去被「黄金黎明」首领马瑟斯所召唤，以欺騙和猎杀亚雷斯塔·克劳利为目标。在第三次世界大战後期确认了亚雷斯塔·克劳利仍然活著后，继而获得了讨伐亚雷斯塔的权利，计划通过宗教审判来获得科学侧和其大本营「学园都市」的控制权。
在2013年的「某夏季的限定企劃」角色人气投票中，排名第六位。
奧索拉·阿奎納（Orsola Aquinas，聲：遠藤綾）
本作魔法側女主角之一。原本為羅馬正教修女。擅長魔法相關暗號解讀，是情報分析專家。傳教方面下了一番功夫，在三個異教國家傳教的功績受到肯定，學園都市附近曾企图建設以其名字命名的教會。
雖然個性溫和，卻時常做出十分色氣的舉動。巨乳。奧索拉在外出時會把保溫瓶塞進修道服的袖子中及在天氣炎熱的時候喝熱飲的人，以及在衣服中會藏有針線包。同時，奧索拉的料理能力是十分之好的。
因為宣稱能夠解開魔導書「法之書」的暗號，成為羅馬正教追殺的目標，天草式十字淒教和英國清教為了保護她而展開行動，之後茵蒂克絲說其「法之書」的解讀法是錯誤解法之一。現在改信英國清教。
步調獨特，常常不聽別人說話、岔開話題，被上條說成老婆婆思考回路。有出色的交涉和說服才能。原本在義大利的丘吉亞租房子，現在住在倫敦的教會宿舍，與雪莉搭檔進行暗號解讀的工作。
和神裂、雪莉、雅妮絲、露琪亞及安潔莉娜一起住在「必要之惡教會」位於倫教的朗伯斯區的女子宿舍。
《克倫佐篇》時在倫敦塔中幫忙，離開後因為深深感到自己的無力以及自己想要幫上忙的心，主動成為了神威混淆「艾西絲-狄蜜特」的宿主。在上条當麻、歐提努斯與亞雷斯塔的努力之下才得以恢復。之後為負責傳遞資訊而搭乘直升機前往蘇格蘭，在一間小教堂中碰巧再次遇見重傷的亞雷斯塔，除了為其包紮傷口並允許對方「借走」一本聖經。
與史實上《神學大全》（Summa Theologica）的作者湯瑪斯·阿奎納同姓，亦同屬意大利人。
迪奧多西亞·伊蕾翠
理查·布雷夫
芙蕾達·斯特賴克（Freadia Strikers）
辛西婭·埃克斯曼特（Cynthia Exment）
烏丸府蘭（Karasuma Fran）
尼克斯·伊瓦布蘭德（Nics Everblind）
安潔·卡塔康貝（Ange Catacombs）
庫緹亞·芭金羅德（Cutia Virginroad）

##### 雅妮絲部隊
原羅馬正教所屬修女部隊，共250人，因協助上条當麻打倒彼亞吉歐·普索尼而被羅馬正教所追殺，其後投靠了清教。
雅妮絲·桑提斯（Agnese Sanctis，聲：釘宮理惠）
羅馬正教所屬修女。原「雅妮絲部隊」部隊隊長。年齡12—14歲。紅色頭髮，綁成好幾條辮子，穿著鞋底超過30公分的涼鞋。雖然很討厭魔法師，但她本身以象徵第五元素「以太」的「蓮之杖」來使用魔法。
原本住在意大利中的地方米蘭，父母是神職人員，小時候父母被殺害後便過著流浪生活。之後被羅馬正教收留，和遇到的女孩子們成立了「雅妮絲部隊」。具有令人害怕的信仰心，連薪水都會拿去印刷聖經。
睡覺時會不穿外衣，只穿內衣，以及當睡迷糊時就會鑽人被窩。
在對待敵人時偶爾會作出性虐待一般的變態言行，但本人十分害羞，被露琪亞評為「雖然喜歡掀人裙子，但卻完全無法忍受自己的裙子被掀」。
由於是意大利人，所以在說英語是會帶有很濃的意大利口吻，在和史提爾等人說話時會說日語，但其日語也是有問題（其日語夾雜著客氣的敬語及粗魯的字眼），因此眾人也表示把日語和英語及意大利語相比，還是日語好，所以自此就說日語。
認為人們用不習慣的語言說話，才不容易吵架。
和神裂、雪莉、奧索拉、露琪亞及安潔莉娜一起住在「必要之惡教會」位於倫敦的朗伯斯區的女子宿舍。
露琪亞（Lucia，聲：伊瀨茉莉也）
原羅馬正教所屬「雅妮絲部隊」修女。身高高窕，年紀比雅妮絲和安潔莉娜都大。
基於聖凱瑟琳的車輪傳說，使用以爆破、粉碎馬車車輪作為武器的攻擊術式。是在沒有工作時依然在教會鐘樓待命以防萬一的虔誠教徒。負責指導修行中的安潔莉娜。
個性嚴謹，注重修女應有的言行舉止，但曾經因為被上條拍肩膀而和他起衝突。
和安潔莉娜一樣身穿帶有拘束效果的修道服，因此不能離開女王艦隊太遠，所以就在上條昏迷時借用幻想殺手來破壞修道服，現在身穿安全別針修女服。
和神裂、雪莉、奧索拉、雅妮絲及安潔莉娜一起住在「必要之惡教會」位於倫敦的朗伯斯區的女子宿舍。
安潔莉娜（Angelene，聲：片岡梓）
原羅馬正教所屬「雅妮絲部隊」修女。在法國出生，過去被父母帶到米蘭丟棄。身高矮小，駝背，喜歡甜食，當慌張達到頂點時，眼睛會突然猛然圓睜。
基於是修行中的修女，所以需要禁食，但多數也不會遵守，所以就由露琪亞強行安排需要食的料理。喜歡甜食到了一日三餐都是和甜品有關。
使用象徵耶穌十二門徒之一馬太，在袋子中裝滿錢幣，使用天使之力追蹤敵人的飛行道具。由於正在修行中，魔法技巧拙劣。
和露琪亞一樣身穿帶有拘束效果的修道服，因此不能離開女王艦隊太遠，所以就在上條昏迷時借用幻想殺手來破壞修道服，現在身穿安全別針修女服。
由於平時自身的身形和性格以及言行，令到她經常受到修女部隊和其他人的忽視，之後當慌張達到頂點時，就會使用慣用的方法來令身邊的人注意自己（其慣用方法就是把露琪亞的裙向上揭起）。
和神裂、雪莉、奧索拉、雅絲妮及露琪亞一起住在「必要之惡教會」位於倫敦的朗伯斯區的女子宿舍。
在小說第SS集中，因為對酸梅的誤解而吃下，令自己對日本甜品失去了憧憬。

##### 天草式十字淒教
在過去十字教被幕府打壓的時代下，由日本本土的信徒所組成的魔法師組織。為了躲避政府的查緝，而將所有十字教痕跡隱藏在日常生活中的行為或物品上，同時以融合神道教與佛教性質加以掩飾，而這項特質也反映在他們所使用的魔法上。
成員約有50名左右，成員名字和熊本縣天草市的町村名有關。
由於上条在魔法界的活耀，再加上與作為天草式教皇的神裂關係不錯，導致天草式中流傳著許多關於上条的傳聞。
- 「縮圖巡禮」

「縮圖巡禮」是天草式特有的魔法，「縮圖巡禮」的使用條件爲淩晨零時，但是必須在之前把該進行的儀式進行完畢，但由於能夠使用「縮圖巡禮」的時間只有五分鐘，所以如果等到可使用的時候才進行儀式，會來不及，不過，準備儀式並不見得必須在淩晨零時剛好完成，如果有必要，可以先行完成之後擱置，等到淩晨零時才發動魔法，而准備儀式，並不需要繪制詭異的魔法陣或詠唱咒文。
神裂火織（Kanzaki Kaori）

建宮齋字（Tatemiya Saiji，聲：鳥海浩輔）
曾任天草式十字淒教的教皇代理。
穿著為相當寬鬆的上衣，上面印著紅色的十字，目的是希望跟隨前女教皇，下半身穿著同樣寬鬆的牛仔褲，及鞋帶超過一公尺的球鞋，不綁鞋帶（象徵四元素中的「水」）。
天草式魔法「偶像」的專家，擅長將術式隱藏在普通的行為底下。同時也擅長武器，能夠單手使用180公分長的焰形劍（Flamberg）作為武器。現在和天草式的同夥一起受到英國清教保護。喜欢胡乱评论同伴。坚持神裂的信念。不過在吐嘈別人時（尤其是神裂火織），會遭到爆揍。
時常對天草式的女性成員進行奇怪的分析。
五和（Itsuwa，聲：茅野愛衣）
本作魔法側女主角之一。天草式十字淒教的女魔法師，本名不詳。性格腼腆温和，當麻第一次見到五和就覺得五和有令人印象深刻的雙眼皮。
家事與廚藝皆擅長，上条甚至要讓「家事白痴」的茵蒂克絲向其學習，不過往往都被茵蒂克絲給怒瞪。由於能烧得一手好菜，所以连舞夏都为此感到危机。
身材其实很好。建宮曾幫她按摩過肩膀，由她肩膀痠痛指數懷疑她可能是巨乳，被建宮稱為「隱藏的巨乳」。
喜歡上条當麻，但因個性內向無法做出大膽行動，常常因此苦恼无比甚至吃醋黑化，不过关键时刻甘愿为上条當麻牺牲自己。
使用海軍用船上槍（Friuli Spear ）作為武器。並且和神裂一樣懂得使用鋼絲，使用鋼絲來佈成魔法陣「七教七刃」。
她所持的「槍」為發動「聖人崩壞」的媒介物，故神裂火織稱她為「持槍者」（朗基努斯）。
能駕駛包括機車、汽車、小型船泊、直升機等交通工具。
外傳中單挑擊敗了天草式海外分支的同門辛西婭·埃克斯曼特，拯救了英國並使天草式得以順利加入必要之惡教會。
浦上（Uragami，聲：淵上舞）
天草式十字淒教成員。與上条同年紀少女。
在「法之書」事件初期襲擊上条當麻，但敗北。
武器是儀典劍。
牛深（Ushibuka，聲：中西正樹）
成員之一。相當高大的男人。武器是戰斧。
香燒（Kouyagi，聲：菊池勇成）
成員之一。年紀相當小的少年。武器是短劍。
諫早（Isahaya，聲：相馬康一）
成員之一。中年男人。武器是刀、鐵錘。
野母崎（Nomozaki，聲：田所陽向）
成員之一。已婚的男性。武器是西洋劍。
對馬（Tsushima，聲：幸村惠理）
成員之一。金髪蓬鬆的女性。
身長很高，但胸部卻是與之反比的小，被建宮稱有「漂亮的美腿」。
比起五和，天草式的男性都對她不太感興趣。

#### 王室派
伊莉莎（Elizard，聲：澤海陽子）
英國女王。结合三个皇女各自优点的完美型王者。私底下其实性格有些脫線，喜欢冲浪、弹吉他摇滚等活动。女兒們與上条當麻一起拍照時，以自己才是「主角」為由而衝過去，之後被騎士團長以有失儀態為由阻止（打暈）。
似乎三位皇女有些極端的性格就是因爲她不當的培養。
莉梅亞（Riméa，聲：日野麻里）
英國皇室的第一皇女，左眼戴著單眼鏡片，穿著深藍禮服的黑色短髮女子。有公主的沉穩，在皇室中的特化能力是「頭腦」。智商很高。
對於知道自己皇女身分的人極度不信任，但卻會對一無所知的平民高度信任，很有心機。
凱莉莎（Carissa，聲：真堂圭）
英國皇室的第二皇女，平常穿著紅色禮服。在皇室中的特化能力是「軍事」。
有一隻負責開發武器和攻擊用靈裝的部隊。本人騎術很好，有著公主的高傲和氣質，時常瞧不起別人，特別看不起妹妹薇莉安。
利用新生之光來搬運「原版卡提納」（Curtana Original），並發起改革(與騎士派的騎士團長一同發動政變)。
擁有20艘空戰用航空母艦「空中獅鷲（グリフォン＝スカイ）」。
原本打算發起改革，企圖使用「原版卡提納」重振英國，但在清教派、其他王室派成員、騎士派倒戈、後方之水及伊莉莎掀開英國旗幟所招來的英國平民們及上条當麻阻擋，被上条當麻的「幻想殺手」摧毀了「原版卡提納」並被上条當麻一拳擊飛，在差點要被右方之火殺死之際又被上条當麻救了一命。
第三次世界大戰時，與騎士團長一起率領英國清教和騎士團討伐法國的魔法軍隊，但本人卻認為英國的行為跟侵略沒兩樣。
薇莉安（Villian，聲：原田彩楓）
英國皇室的第三皇女，24歲，有一頭金色長髮，皮膚白皙，在會議中穿著綠色禮服。在皇室中的特化能力是「仁德」。
為人溫和，害羞內向，不過有公主的氣質，使任何人都願為其效勞。由於茵蒂克絲的教導，會使用咒語快速詠唱。
爱慕威廉。
席薇亞（Silvia，聲：小林優）
英国近衛侍女，聖人之一。擁有君權神授的巫女地位。《SS》第2集中首度登場。
出国到海外研修，遇上歐雷爾斯後，被他「傻瓜」般一直四处帮助他人的举动感染，一直留在他身边帮助他，甚至无视了英国让她回国的命令。
常常为歐雷爾斯的傻瓜行徑大怒并施以惩罚，称他为「大笨蛋」。
《一端覽祭篇》中，與柏德蔚和布倫希德一起幫助歐雷爾斯，搶先搗蛋鬼瞄準芙羅蘭·克洛伊杜尼，與雷神索爾對決。
《搗蛋鬼篇》時，與布倫希德一起與搗蛋鬼的正規成員的赫爾交戰。其後在當麻與歐提努斯的逃亡途中與布倫希德聯手痛毆當麻，被失去力量的歐雷爾斯阻止。

#### 騎士派
騎士團長（Kishidanchou（英語：Knight Leader），聲：子安武人）
本名不明，骑士团团长。36歲的金髮男子，穿著西裝，個性傲慢。武器是柄長1公尺的處刑用斧和長劍。因為儀典劍而擁有超高的攻擊與移動速度。
曾經邀請神裂去舞會，卻被建宮以「女教皇只喜歡年紀比她小的」這句話駁回。已被當作八卦傳遍了半個倫敦。
體技超群。利用所羅門術式破解唯閃，不用武器就打倒神裂。說其原因除其本身實力外，「正統卡提納」所賦予的天使之力才是最大主因。當然，神裂因為輕敵在開戰時有所保留也有一點關係。
認為「王牌不能只有一張」，因而準備了許多種強力的戰鬥手段，但為了展現忠誠而自己將所有的術式設定為對王室無效。使用北歐傳說中貝武夫佩帶的魔劍「格爾弗」，本來是藉由吸收敵人的鮮血強化的劍，但在壓入儀典劍給予的天使之力後能把魔劍本身的力量完全釋放。擁有融合了各式各樣複雜的「騎士道」術式，能夠發動各式各樣的強化術式，射程、防禦、攻擊强化等等，然而一次只能操縱一種。擅長使用「所羅門的術式」，能讓十分鐘內某樣武器的破壞力完全歸零，不能重複指定。
與後方之水是好友，但十年前意圖與後方之水一同前往救助第三公主時被後方之水擊昏，失去意識前約定好自己從國內、後方之水從國外，以各自的方式守護英國（不過完全是後方之水強加的約定，騎士團長本人並沒有明確答應）。
與第二王女凱莉莎一同發動政變。在正要對第三王女處刑的前一刻被趕回國內的後方之水阻止，兩人隨即展開激烈的決鬥，最後先被後方之水以劍柄上的一條細線綁著的小塊金屬栓先砍了一刀後，被在被後方之水以劍柄的反面撞擊脖子擊倒。聽完第一王女的喊話後轉而反對政變，以所羅門術式歸零了凱莉莎的集束炸彈攻擊，並與上条當麻等人正面對決手持「正統卡提納」的凱莉莎。在「搗蛋鬼」總攻擊時為洛基所騙，與凱莉莎和後方之水前往北海的偽「海上墳場」。面對襲擊倫敦的「克勞利災害」時，下達了「斬首幣」的使用許可，自身「正義感」的軸心被逆源質拼圖545給影響而變得殘暴，將殺死敵手視為對方的救贖。與神裂火織共同迎擊亞雷斯塔，發動了不屬於近代西洋魔法的「神威混淆」。與克倫佐的決戰中，與眾人一同攻向克倫佐佔領的儀式場「不列顛女王號」。
赫雷葛瑞斯·米雷茨（Holegres Mirates）
女騎士（Onna-Kishi）

### 羅馬正教
馬太·利斯（Matthai Reese，聲：木村雅史）
現任的羅馬正教的教皇。真心為正教和二十億教徒著想，為正教的現狀擔憂。在教眾中有著崇高的威望。很羨慕蘿拉能和普通教眾打成一片。實力不弱，能擋下右方恐怖的一擊。
一直受到「神之右席」的脅迫。除了後方之水對他表示尊敬外，其餘神之右席的三人皆不把他放在眼裡。
新约中让位给红衣主教彼得。
在2013年的「某夏季的限定企劃」角色人气投票中，排名第四位。
麗多薇雅·羅倫婕蒂（Lidvia Lorenzetti，聲：佐久間玲）
羅馬正教修女。出生在梵蒂岡，為了傳教什麼事情都願意做的女性。擅長向不被社會接受的人傳教，並且為了更進一步傳教而使役他們。因此偵查、統率、管理能力非常出色，不只英國清教，連一部分羅馬正教的高層都把她視為眼中釘。
有著能夠享受眼前的困難，把解決問題視為樂趣的變態心理。被稱為「告解的星期二」。蘿拉·史都華評論她為走在斷崖絕壁的傢伙。
在《SS》第二集中曾與當麻之父上條刀夜在義大利相遇，並深為其愛子之情感動（也因此成為在大霸星際時使用使徒十字的契機）。
芭比娜（Balbina）
羅馬正教所屬的魔法師。於《SS》第二集首度登場。金髮碧眼的年輕少女，正處於青春叛逆期。麗多薇雅的下屬。善於製作各種有魔法效果的工藝品、草藥。
《SS》第二集中曾與當麻之父上條刀夜在外國相遇，並贈送了他一塊能帶來幸運的「黑色軟泥」。
彼亞吉歐·普索尼（Biagio Busoni，聲：若本規夫）
羅馬正教的司教。管理「女王艦隊」、「亞德里亞海女王」、「刻限的十字架」的指揮官。四十多歲。
身穿華麗的法衣，脖子上掛著是綁著許多十字架的項鍊。認為不接受主的光榮的人不配為人（跟左方之地的價值觀類似），世界應該全部都信仰羅馬正教的基本教義派。能夠使用所有與十字架有關的術式。平常說話彬彬有禮，生氣時會口出惡言。稱呼上條當麻為異教徒的猴子。

#### 十三騎士團
維多里歐‧卡塞拉（Vittorio Cassera）
代號「蘭斯洛特」的羅馬正教十三騎士團成員。為討罰叛教者奧雷歐斯而來到學園都市，呼喚「葛利果聖歌隊」的遠距離轟炸，將「三澤塾」的南棟粉碎。隨後聖歌隊遭到奧雷歐斯的反擊而全滅。
「帕西法」（Parsifal）
代號「帕西法」的羅馬正教十三騎士團成員，本名不明。為討伐叛教者奧雷歐斯而來到學園都市，被奧雷歐斯擊敗而奄奄一息，由史提爾作為神父送了他最後一程。

#### 神之右席
羅馬正教之內的4人特殊部隊。獨立於一切機構外，本為輔佐教皇而設，但因力量強大連羅馬教皇都無法影響他們。利用術式消除「原罪」而分別繼承了四大天使的性質，能使用不完全威力的天使術式，代價是無法使用一般魔法師的術式（後方之水例外）。
前方之風（Zenpou no Vento（英語：Vento of the Front），聲：平松晶子）
「神之右席」的一員，具有「神之火」（烏列）的性質。「Vento」在拉丁文代表「風」。
被稱為羅馬正教的最終兵器，二十億信徒的頂點。本名不明。掛著大量耳環，眼睛化濃妝的女性，舌頭上連接著一條前端垂著仿十字架裝飾、垂到腰間的鎖鏈。血型為B型Rh陰性。
小時候和弟弟在遊樂園發生意外，因失血過多且血型稀有而垂危時被弟弟犧牲自己輸血給她而得救，但也因此失去弟弟而痛恨科學。
擁有的術式是「天譴術式」，能不限距離剝奪所有對自己抱有敵意者意識，為此會故意做出誘導他人產生敵意情緒的行為。據茵蒂克絲說這是只有天使才能發動的術式，不過神之右席成員都具有天使的性質。天譴術式也會因敵意的程度而有不同階段：從奪取意識、束縛肉體、甚至封鎖來自外部的干涉。不管是哪個階段，只要被影響到就結束了。直到她判斷「不需要天譴」為止。受害者的症狀各有不同，有人像睡著般昏迷、也有人像石頭般僵硬，但人數最多的是由於體內缺氧造成的人工引發假死狀態，不過沒有出現明顯的身體壞死，大概保留了腦與內臟的技能所需的最低限度。
在0930事件中以上條當麻為目標，獨自一人攻入學園都市並癱瘓了學園都市的警備系統，還殺死三名統括理事會理事。在追殺上條當麻和最後之作時，由於「保險絲·風斬」的發動而致使魔力循環不良。在目標轉向攻擊風斬冰華時遭到上條當麻的阻擊，最後被上條打倒，發動天譴術式的靈裝也被破壞。此後，被後方之水回收。
在第三次世界大戰中，和後方之水一起決定了自己應該要做的事，其後救了被俄羅斯成教追捕的莎夏。本人表示只是為了令右方之火大吃一驚而去救莎夏，其後就和莎夏一起去艾莉莎莉娜獨立國同盟。隨後與前來搶奪莎夏的右方之火對決，舌頭上的鍊子被硬生生扯了下來。
後方之水（Kouhou no Akkua（英語：Acqua of the Back），聲：東地宏樹）
本名為「威廉·奧維爾（William Orwell）」，世界20位聖人之一。
「神之右席」的一員，具有「神之力」（加百列）的性質。「Acqua」在拉丁文代表「水」。
魔法名為「Flere210」（拉丁文：淚水），寄託的意義為「改變眼淚理由的人」。
一身藍色基調的汗衫外面又套了一件白色的短袖汗衫，加上偏薄材質的褲子的高爾夫球衣。
出身英格蘭的魔法傭兵。擁有參與「占星施術旅團掩護作戰」、「奧爾良騎士團殲滅戰」、「英國第三公主救出作戰」等的戰績。加入「神之右席」是出於跟騎士團長的約定（威廉從外部保護英國，內部就由騎士團長負責）。而且注重戰場道德，例如很難贊同左方之地企圖在戰場上進行掠奪的行為。
同時擁有「神之子」與「聖母」雙重性質，是特殊的聖人。在成為「神之右席」而獲得「神之力」的性質後使的他體內本來就擁有的「聖母」的力量被激發。能夠利用聖母「慈悲的拯救」的特性，藉此消去帶有「制裁罪惡」性質的魔法，施展「聖母崇拜術式」，同時能夠使用本來因為消除「原罪」而無法使用的，一般魔法師的魔法（如符文魔法），並能發揮比一般聖人更多的「神之子」之力，但也意外成為他的弱點。
擅長與其「後方之水」稱號相符的水之魔法，能藉由銀幕投影這類「虛假的月光」使出與大天使「神之力」相對應的天使級術式「月神」。原來使用的武器是長5公尺的騎士長槍，在與天草式的戰鬥後丟失，以及在和天草式的戰鬥當中因中了五和發動的「聖人崩壞」而使自身失去了「聖母」的力量，因此不能使用擅長的水之魔法。
在不列顛萬聖節事件中，為了保護因政變而命在旦夕的第三王女薇莉安而使用從占星施術旅團的幫忙下得到的「阿斯卡隆」來挺身對抗騎士團。
和薇莉安相互愛慕，在結束政變後藉由騎士團長之口婉轉的向對方求了婚。
三次大戰中，為了阻止右方之火而運用自身「神之力」的性質，強行吸取米夏‧克洛依潔芙三分之一的力量，結果導致自身的崩毀，失去了「聖人」與「神之右席」的所有力量，變成了完全普通的魔法師，就連「阿斯卡隆」都無力舉起。經過濱面仕上的激勵，明白到就算是現在的他，還是能成為英雄繼續幫助他人，於是再次精煉魔力並重新站起。戰後，與凱利莎拒絕政府的特赦而自願被監禁於倫敦塔中。
《歐提努斯篇》中，與凱莉莎作為第一波攻擊，前往北海的偽搗蛋鬼根據地，遭遇偽造了星象情報的洛基。後與神裂火織、凱莉莎和騎士團長一同前往丹麥，追殺歐提努斯。
左方之地（Sahou no Terra（英語：Terra of the Left），聲：大塚芳忠）
「神之右席」的一員。具有「神之藥」（拉斐爾）的性質。「Terra」在拉丁文代表「大地」。相貌醜陋的矮個白種人。
狂熱的信徒，不將異教徒視為人類，並用非信仰羅馬正教的觀光客小孩做魔法實驗。擅長的術式是「光之處刑」，是能任意設定事物上下位，如「優先，槍於下位，空氣於上位」，則槍無法刺穿空氣，也就是被固定了。理論上能弒神的超天使級術式，但最多只可指定一對目標，若是重新指定其他目標，則之前的指定就會失效。
《C文書篇》中，與正要阻止C文書的使用的上条當麻以及五和纏鬥，一度要說明「幻想殺手」的真正本質，但在開口前剛好被學園都市的超音速轟炸機與一方通行所打斷，最後被因他惡劣的行為而被憤怒的後方之水以折下聖保羅大教堂天井裡的一根柱子一擊腰斬殺死。與上条當麻戰鬥時的對話意外的透過掉落在一旁上条的手機被御坂美琴聽見，因此讓其得知了上条失憶的事情。
右方之火（Uhou no Fiamma（英語：Fiamma of the Right），聲：森川智之）
「神之右席」的一員。具有「似神者」（米迦勒）的性質。「Fiamma」在拉丁文代表「火焰」。神之右席中的「右中之右」，最恐怖的存在。一頭紅髮的英俊青年。【舊約】中的最终反派，企圖以毀滅重建的方式拯救在他眼中污濁的世界，從0930事件至第三次世界大戰的事件幾乎都由他策劃。
能從右肩處長出一隻屬於「神聖右方」力量、形似龍爪的「第三隻手」，會根據世間的「惡意」發揮出對應無限大的效果，面對任何敵人都能自動計算足以打倒對手的力量一擊制勝。
即使如此能力仍是不完全的狀態，「第三隻手」總是不穩定，力量的發揮並非無限。為重塑世界要解放「神聖右方」全部力量，需要纠正四大元素的扭曲、得到茵蒂克絲的魔法知識支援和幻想殺手的力量。為此策劃奪取了「自動書記」的遠端操控靈裝，暗中操縱挑起第三次世界大戰，激起全世界的「惡意」来刺激「神聖右方」發揮足以毀滅整個星球的力量。在完成这一系列准备後啟動巨大要塞「伯利恆之星」，召喚出了大天使「神之力」做為儀式場糾正四大元素的扭曲，同時奪取「幻想殺手」，以完全解放「神聖之右」。
被上条當麻擊倒後開始重新審視世界。從要塞逃出時受到亞雷斯塔襲擊被斬去右臂，倒在雪中時被歐雷爾斯所救，於是成為「歐雷爾斯勢力」的一員。在《巴蓋吉城混戰篇》時已開始跟著歐雷爾斯一起行動，前往巴格吉城救援上条當麻。《一端覽祭篇》中與歐雷爾斯來到學園都市，阻止搗蛋鬼奪取芙羅蘭·克洛伊杜尼。
在《歐提努斯篇》中與歐雷爾斯前往海上墳場阻止歐提努斯，在歐雷爾斯的「妖精化」用完後，順利命中一發，但卻被歐提努斯反過來利用而失敗。《魔神計分者篇》時再度來到學園都市幫助被魔神「僧正」追擊的上条當麻與御坂美琴，試圖以「『改良版』妖精化」擊破僧正，最後被僧正反擊而失敗。

### 俄羅斯成教
尼可拉·托爾斯泰（Nikolai Tolstoy，聲：綿貫龍之介）
克蘭斯·R·札爾斯基（Krans R. Tsarskiy，聲：泊明日菜）
俄羅斯成教總大主教。十五歲左右的纖細少年，具有與其地位相稱的聰明和魔法實力。由於尼可拉·托爾斯泰的謀略而被幽禁在莫斯科的宮殿中，實權被奪走。

#### 殲滅白書
瓦希莉莎（Vasilissa，聲：本名陽子）
「殲滅白書（Annihilatus）」隊長，莎夏的上司。了解日本，最近在研究學園都市內的文化，想讓莎夏換一些的可愛服裝，包含超機動少女（Magical Girl）Kanamin。
濫用職權強迫莎夏穿上的拘束服，會對莎夏襲胸，因此被討厭。
吃了莎夏的一擊也毫不在乎，實力很強大。
事實上亦非常愛護莎夏，在三次大戰前夕為協助莎夏逃走而叛教，與原下屬絲庫格茲努芙拉對決。
名字是來自俄羅斯童話少女藉著巫女的力量打敗後母的故事。召喚擁有強大力量、人類無法戰勝的魔物「食人魔女」戰鬥。
名字瓦希莉莎似乎不是本名。
《搗蛋鬼篇》時，與莎夏前往丹麥襲擊上条當麻與歐提努斯，短暫交手後透過無線電讓大主教與上条對話，藉此施展「七宗罪」術式。術式意外被上条反過來利用後，為了保全大主教性命而只得撤退。
莎夏·克洛伊潔芙（Sasha Croitsef，聲：寺崎裕香）
「殲滅白書（Annihilatus）」所屬修女。金發少女，身穿緊身拘束服，隨身攜帶鎚子、鋸子等拷問用具，在小說SS集中得知其隨身攜帶的拷問用具總計有7種。
性格冷漠，對話時總以「問題N」、「回答N」開頭，偶爾會有「補充N」。嬌小的體型給人的印象完全相反，喜歡在飲料(如紅茶)中增加酒精飲料(如白蘭地)。
當旁人提及關於她所穿著服裝的話題時，就會開始喃喃自語不是自己想穿成這樣的，想要殺死瓦希莉莎之類的話語。
身上的拘束服重量似乎不輕，是上司瓦希莉莎濫用職權強迫莎夏穿上的。
初登場時和大天使「神之力」（加百列）互相交換，當時自稱「米夏·克洛伊潔芙」，「天使墜落」事件後身體恢復。
但似乎身體產生了特殊變化（如身體因周邊有其他人魔力就會不自然的顫抖著），也因此被右方之火盯上並抓走了她，讓「神之力」再臨。
在召喚「神之力」儀式結束後，趁著俄羅斯成教魔法師剛一放鬆下來時逃出了儀式場，並在遇上了上条當麻。
之後協助他尋找右方之火，最後與蕾莎乘逃生艙回到地面。
《搗蛋鬼篇》時，與瓦希莉莎前往丹麥，以慣用武器與上条當麻展開戰鬥。
絲庫格茲努芙拉（Skogsfru）
「殲滅白書（Annihilatus）」所屬修女。身穿性感拘束衣的性魔法專家，名字取自俄羅斯的森林妖精。受俄羅斯成教高層命令逮捕莎夏‧克洛伊潔芙，與留下來殿後的原上司瓦希莉莎對決。

### 魔法結社

#### 新生之光（N∴L∴）
擅長北歐術式的英國魔法結社，由於不想受到太多注意而刻意保持低調，被分類為多半只是進行戀愛占卜的「結社預備軍」之一，但實力已有正規魔法結社水準。成員隨身攜帶著空間傳送用靈裝「大船之箱」。本傳中於小說第17集首度登場。外傳特典小說中則在7月1日於俄羅斯時曾幫助過御坂美琴，事件後終於搜尋到了「正統卡提納」的埋藏地點。
蕾莎（Lessar，聲：高田憂希）
13-14歲的少女，有著在尾端綁成三條辮子的黑色長髮。
使用三刃槍（實際上為四刃，但有一刃朝內）「鋼之手套」進行戰鬥，可以捕捉火焰化為槍刃，擴大攻擊範圍和威力。利用靈裝「銀色長尾（尻尾）」進行跳躍和高速移動，但對跳下一定高度還是會感到恐懼。
在外傳的《能力實演旅行篇》中與御坂美琴合作調查俄羅斯購物商場發生的事件，與敵對的魔法結社近距離戰鬥。
在搬運「正統卡提納」的過程中被上条當麻與歐莉安娜‧湯森追擊，在任務完成、騎士派欲將其滅口之際被當麻救了一命並帶到英國清教的女子宿舍，由奧索拉幫忙救治。自從被當麻救了性命後，就對其有了好感。在三次大戰中，以個人名義前往俄羅斯幫助當麻，並且不擇手段地色誘他，試圖拉攏當麻成為英國的一員。
在《搗蛋鬼篇》時為保護成為王牌的「幻想殺手」，在組織內的猜拳大會勝出並與蕾薇妮雅‧柏德蔚進入學園都市，打破當麻房間的牆壁溜進他的被窩。後來在丹麥目睹了歐提努斯的「逝去」。在《克倫佐篇》時，再次與蕾薇妮雅一同行動，接受赫雷葛瑞斯·米雷茨委託，負責運送神威混淆「瓦吉特‧勒托」，卻被路上撞見的當麻用幻想殺手直接粉碎。
貝洛璞（Bayloupe，聲：藤原夏海）
18歲的銀髮少女，巨乳。在耳後插著兩隻像玻璃瓶的助聽器形靈裝「智慧角杯」。受不了行事魯莽的蕾莎，但承認她的實力在自己之上。
使用四刃槍「鋼之手套」進行戰鬥，可以將空氣中的塵埃化為槍刃，營造出類似爆炸的攻擊效果。擅長遠距離炮轟，其綠色的落雷是接近地毯式轟炸的性質。
在搬運「正統卡提納」的過程中與天草式交戰，與五和一番纏鬥後沿著地下鐵逃離，卻被引導進必要之惡教會的新人考試場地，陷入場地裡的陷阱昏迷。
芙羅莉絲（Floris，聲：鈴木實里）
14歲的金髮少女。背上有靈裝「翼」，可伸展出巨大的光之羽翼，實現高速低空飛行。
在搬運「正統卡提納」的過程中被神裂火織擊敗，後被「騎士派」帶走，綁在歐洲之星列車裡。隨後被潛入列車的上条當麻所救，在被騎士派發現的情況下又被當麻强拉着跳入不足一公尺深的河裡，因為上条右手的作用没能成功展開「翼」，華麗地摔到水面上昏迷過去，兩人漂到下游處被逃亡中的第三王女發現，最後被天草式帶走。後來表示「再碰見那個日本人的話一定要揍扁他。」
蘭西絲（Lancis，聲：田邊留依）
「新生之光」成員中胸部最悲劇者，戴着髮箍的褐髮少女。雙手留著十餘公分長的粉紅色指甲的靈裝「爪」。對魔力相當敏感，感受到周遭的魔力時會全身發癢。
在《能力實演旅行篇》中，協助美琴穿越被重重監視著的購物商場。
無聊時會閱讀各種報纸。睡着後有潛入他人被窩的惡習。

#### 黎明晨光
蕾薇妮雅·柏德蔚（Leivinia Birdway，聲：大地葉）
英國黃金系魔法結社「黎明晨光（或譯：緋色日照）」的首領，魔法名為「Regunm771」。12歲的金髮少女，身高不到140厘米，貧乳。身穿典雅的白色緊身衣和裙子，腿上套着黑色的長襪，给人一種古老鋼琴的印象。態度傲慢，操成年人口吻，個性卻很孩子氣。
第三次世界大戰中派部下潛入俄羅斯，並救了墜入北冰洋的上条當麻。
北歐魔神篇中與蕾莎一起在学园都市待命，确保“王牌”上条當麻随时能出击。
喜歡玩電子遊戲，會帶著一部便攜式遊戲機在身(馬克會以工作為理由而幫蕾薇妮雅管理)，不時也會要求馬克聯機幫手解決遊戲任務。
和神裂的關係不太好，到了水火不容的地步，兩人不時會說到一半話就開始動手交鋒，而且本人單方面怨恨神裂的巨乳。
有一位妹妹叫派翠西亞，不會魔法而是天才科學家，小說外傳SP的女主角。
馬克·史佩斯（Mark Space，聲：益山武明）
蕾薇妮雅·柏德蔚的部下，魔法名為「Armare091」，寄託意思為「胳膊」。20多歲的金色卷髮男性，穿著黑色禮服、圍有领巾。使用象征武器的塔羅牌魔法。
是一名性格非常之正常的人。
不時會做出克制蕾薇妮雅胡亂行為，蕾薇妮雅也認為馬克是能做出比自己正確的行動感到憤怒。
不時也要處理蕾薇妮雅無理的要求，不時也會成為蕾薇妮雅的胡亂行為的受害者。
也和蕾薇妮雅一樣，會帶著一部便攜式遊戲機在身，不時也會被蕾薇妮雅要求聯機幫手解決遊戲任務。

#### 有翼者的歸來
中美最大的魔法結社，阿茲特克系的魔法師所屬的組織，目前正嘗試將原典投入實戰。
艾扎力（Etzali，聲：岸尾大輔）
阿茲特克的魔法師。使用靠黑曜石小刀反射金星光線，被照到會立刻死亡的「托拉維斯卡邦提克烏托里之槍」的複製品作為武器。
因為上条當麻精通魔法勢力與科學勢力，為了避免他成立新的「上条勢力」，奉命侵入學園都市。过程中喜欢上了美琴。在第五集与当麻正面交手失败后决定背叛组织，并让当麻作出了「守护她（美琴）和她所珍视的一切」的誓约。
用魔法變身為常盤台理事長孫子海原光貴的模樣，事件過後因為背叛組織而無處可去，被上条送去土御門那邊照顧，被土御門拉攏到學園都市中的暗部組織「集團」。
在十月九日事件中，於「拘留所」外面擊倒前來殺他的索綺特後，為了拯救她免於被原典吸乾魔力而死，而剝離她身上的原典，也因此獲得了原典的術式；之后第十九集又消滅了提克帕托，再得一本原典。
索綺特（Xochitl，聲：大和田仁美）
阿茲特克的魔法師。擅長從屍體中獲取其生前的想法，藉此安排後事跟確認遺言，因此有的稱號。使用由白玉髓所製成，形似鋸子的兩刃劍作為武器，來到學園都市的目的是為了肅清投靠科學側的艾扎力。
稱艾扎力為哥哥，實際上是師兄妹的關係，對他存有好感。
登場時偽裝成一個穿著紅色水手服的女學生，為了獵捕艾扎力而加入學園都市暗部組織「人員」。在學園都市時，使用可操縱別人武器的「原典」作主要攻擊手段（原理是將自己的肉體化為粉末狀並散布在敵人的武器上，然後就像操縱自己的身體一樣操縱武器，因為即使已經粉末化，附著上去的肉體仍然屬與自己身體的一部份），藉由把「原典」縫在皮膚上，來發揮「原典」的最大效能，後來因此身體崩解，只剩下三分之一，但被艾扎力所救。
曾在与學藝都市的战斗中与美琴等人见过面，并和佐天产生了一些友谊。在外傳「大霸星祭篇」時以紅色水手服模樣再次與佐天相遇，並救了對方一命。
她的名字原為阿茲特克神話中的神祇，在古阿茲特克帝國的納瓦特語中，也有「花」之意。
妥琪特莉（Tochtli，聲：伊藤彩沙）
索綺特的摯友，对方违背组织命令时也毫不犹豫予以支持。
与索綺特分别后被洗脑而成为提克帕托的法术释放代价支付，事後與索綺特一同住進學園都市中的醫院養傷，以作弄索綺特與前來探病的艾扎力為樂。
名字的由來是阿茲特克文明曆法裡的「8日」，代表性圖騰則是兔子。
提克帕托（Tecpatl，聲：柳田淳一）
在「有翼者的歸來」中負責作戰規劃的男人。是艾扎力、妥琪特莉跟索綺特的上司。「有翼者的歸來」中的激進派。
偽裝成統括理事會潮岸的護衛「美濃部」侵入學園都市，為了肅清艾扎力而來。使用原典「曆石」中的「月兔術式（月のウサギ）」進行長距離炮擊。將妥琪特莉洗腦後將其當作代價「月兔之骨」。最後被艾扎力利用原典的特性而自滅。
名字的原義是指阿茲特克曆法裡的「18日」，代表性圖騰為打火石。

#### 搗蛋鬼
搗蛋鬼（格雷姆林、Gremlin） ，第三次世界大战后兴起的新组织，由对战争结果是学园都市获胜不满的北欧系魔法师组建。应用了部分科学要素到组织中。募集了很多同样不满的其他派系魔法师，但其核心成员都为北欧系，并使用北欧神话中人物为代称。
歐提努斯（Othinus，聲：瀨戶麻沙美）
本作女主角之一。搗蛋鬼的领导者，真正跨入神之领域的魔神，以北欧主神奥丁（Óðinn）的别名“歐提努斯”自称。外表年齡是十三、四岁左右、皮肤白皙的少女，穿着黑色皮革的装束外加毛皮大衣，戴着像魔女（女巫）般前端尖尖的宽大帽子和覆盖右眼的眼罩。
实力堪称恐怖，轻松将当麻的幻想杀手捏碎并随手粉碎断臂后出现的无实体力量。但作为魔神，有着一切行事都有50%几率失败的弱点，为此准备完成主神之枪来使自己的能力达到完美。
真实身份就是神话中的奥丁本人，以主神之枪完成魔神之力后，有着自如破坏世界并创造新世界的能力。
和准魔神歐雷爾斯似乎认识已久，并且相互之间有着非同一般的憎恶。
成為完美的魔神後，試圖透過創造出不同的世界，來擊潰上条當麻的精神，可是這些都是無用功，面對重新振作的上条，反復的重新創造世界並反復殺掉上条無數次，最後卻因為被其摸清了攻擊模式而失去了“主神之槍”。但歐提努斯利用被歐雷爾斯和右方之火聯手植入體內的“妖精化”術式，採取和100%失敗的第一印象相反的選擇，她依然可以發揮魔神之力，藉此還是殺死了上条當麻。因在被毀滅的世界中，除了她與上条外別無他物，在其被殺死後，寄宿在他右手中「幻想殺手」的力量無路可走的被轉移到她的體內。然而，歐提努斯發現與其回歸曾經養育她的“原來的世界”，更渴望著自己的「理解者」。擁有魔神力量和「幻想殺手」力量的歐提努斯擁有了修復世界的能力，最後在養育自己的「原來的世界」和「理解者」上条當麻的「世界」兩者當中，她最終選擇了後者，世界恢復原狀。因曾將「主神之槍」與「妖精化」術式兩者同時並用，這讓她體內產生龜裂，魔神的力量在慢慢的流失。正當她面對各方勢力的攻擊之中，復活的上条當麻選擇了保護她。
回歸到「理解者的世界」後，為了阻止自身因「妖精化」而崩毀而打算將自己變為人類，與上条當麻使用「骨船」瞬移到丹麥試圖取回眼睛，擊退各路追兵後抵達伊埃斯科城堡，卻因不想令上条當麻負罪而拒絕拯救，最後因使用魔法而消失。在二人不知道情況下一眾魔神介入令歐提努斯成功存活，但體型縮小到15cm。
羅伯特及伊莉莎對歐提努斯的惩罚是要永遠在上条身邊，並且要歐提努斯即使自殺也要視而不見的這個幸福的世界，要到最接近的地方永遠注視著。
喜歡上當麻，現在在上条的家生活，不過被同居的茵蒂克絲養的貓斯芬克斯多次襲擊。稱呼當麻的肩膀為自己的專用坐席，總是在戰鬥時提供情報或分析。
「這本輕小說真厲害！2015年」人氣女性角色排名第五位。
投掷之锤（Mjölnir）
搗蛋鬼的正規成员，女性，自愿接受玛丽安·丝琳格奈娅改造身体，变成了形如圆筒可以变形的活体灵装，模拟北欧战神托尔的神锤。負責對「雷神」索爾提供力量支援。
在2013年的「某夏季的限定企劃」角色人气投票中，排名第十位。
玛丽安·史琳格奈亞（Marian Slingeneyer，聲：五十嵐裕美）
搗蛋鬼的正規成员，白色辫子、黝黑皮肤的少女，金色眼眸，身穿蓝色的背带裤，裤腿装饰金色纹路，戴一副半框眼镜。「黑侏儒」技艺的继承者，掌握着铸造灭世极灵装的技术。使用一套用黄金制成的工具，虽非专门的战斗人员，亦可使用改造活人身体的法术作战。
有把叛徒及失敗者進行改造成無機物的行為。
对木原加群很有好感，一直想要帮他从强烈的复仇情感中走出。《天擇者篇》中與烏特迦洛奇、西格恩、貝魯西前往巴格吉城協助防衛，與木原病理交戰獲勝，隨後在休息時撞見雲川鞠亞與近江手裏，成功擊倒雲川鞠亞，隨後從近江手裏的追殺中逃脫。
持有一把「戰亂之劍」，極為強大的靈裝。从来没有全部拔出，玛丽安使用时也只是拔出几寸，据说全部拔出后有毁灭世界等级的力量。大多數人見到時都會認定「與其被那把劍所殺，還是現在心臟停止比較好而死」。玛丽安被上条击败后，前来回收的歐提努斯为了防止其失控将「戰亂之劍」粉碎。
《一端覽祭篇》中與投擲之錘和雷神索爾一同潛入學園都市，搶奪芙蘿蘭‧克洛伊特奈。在《搗蛋鬼篇》時，負責「主神之槍」的製造。之後為了殺死踐踏搗蛋鬼一眾的夢想的歐提努斯，騎乘「月輪神馬」前往丹麥，使用製造主神之槍時所剩的零件「萬象之金」再次造出「戰亂之劍」並完全抽出，召喚各神話的「末日」們來攻擊。對上条當麻使出了同歸於盡的攻擊後昏迷，最後被「投擲之錘」帶走。
烏特迦·洛奇（Útgarða-Loki）
搗蛋鬼的正規成员，使用幻覺魔法的魔法師，不擅長體力活。《天擇者篇》中，和襲擊「反學園都市科學守衛者」高層的木原亂數戰鬥，兩人陷入彼此製造的無限輪迴的幻覺之中，同歸於盡。
西格恩（Sigyn）
搗蛋鬼的正規成员，疑似是魔法師的女性，利用分析和建議來戰鬥的人，有能力做出百分之百正確的「建議」，或是提供敵手錯誤的「建議」使其自取滅亡。在巴格吉城中被近江手裏的同伴活捉並為求自保而進行背叛。
木原加群／貝魯西（Kihara Kagun / Berusi，聲：中村悠一） 
繼承北歐神話中的寶劍使之名的男人。「搗蛋鬼」的正式成員。本名為木原加群，木原一族的背叛者。
「搗蛋鬼」中科學派的代表，提出科學與魔法並重路線的首謀者。非常優秀的魔法師，使用可以治癒致命一擊，並由受傷程度相應增幅攻擊力的靈裝劍「維丁格」戰鬥。由於其專職的研究，非常了解人體的極限和生命強度。
還在木原一族的時候是專司「臨死體驗」的研究的學者，手上沾滿了鮮血的研究員，紀錄上是木原一族中為了實驗使最多人心跳停止的，但又讓他們全部復活而使死亡人數減到零。曾經能夠成為一族的最上級的男人，標準的木原。後來主動退出了研究，成為輔助中輟生歸學的輔導教師「落第防止」，也為一族所疏遠。
三年前的某天，加群的學生雲川鞠亞受到少年殺人魔的襲擊，為了保護她，加群殺死了少年殺人魔，也因這件事引咎辭職。
退出都市的加群後來輾轉得知少年殺人魔是木原病理的實驗犧牲品，從此宣示要向木原病理復仇。也因此受到瑪莉安的邀請加入了「搗蛋鬼」。
最後如願以償，在自己死亡之時也殺死了木原病理。其後屍體被歐提努斯控制，成為「英靈戰士」，繼續為搗蛋鬼效力。完成「船之墳場」的高速並列運行裝置與垣根帝督的調整後，被歐提努斯命令參戰，卻在原先在身體中埋入的「防止自己被木原病理控制」的半導體引導下，執行「符合木原加群風格的行動」，不斷的盲目的救人，最後在雲川鞠亞的見證下失去了身體機能。
索爾（Thor，聲：齊藤壯馬）
搗蛋鬼的正規成员，样貌俊美的金发少年，以战神“索爾”为名。组织中的战斗专家，使用在指尖形成的电弧刀战斗及只有能變為女性的魔法。
戰鬥狂，但不喜歡無意義的戰爭，不喜歡自己出盡全力而使身邊的事物受破壞。
对歐提努斯和歐雷爾斯两派之间的争斗不满，为此与上条当麻合作企图破坏歐提努斯夺取芙羅蘭·克洛伊杜尼的计划。
自認上條為最好的對手，因自己一旦出全力的話戰鬥就如變成了戰爭一樣，所以平時也只會隱藏實力，但是對上幻想殺手的話，自己就能用盡全力。
曾在「雷神」索爾型態被上条當麻擊敗，最後卻使用根據索爾其他神蹟的傳說改變戰鬥方式，以「全能索爾」的姿態輕鬆擊敗已重傷的上条當麻。隨後與歐雷爾斯交換身分，使其得以潛入「搗蛋鬼」，自己藉此脫離組織。
《搗蛋鬼篇》中在伊埃斯科城堡前打倒了「搗蛋鬼」的其餘所有成員，阻擋在了上条當麻與歐提努斯面前，以「全能索爾」的狀態與上條對戰，用「佔據絕對勝利的位置」的術式來移動世界痛毆上條，理論上如果想戰勝「全能索爾」就必須連同世界都毀滅，但最終被上條利用「並非自己移動而是移動世界達成擊中對手」的弱點引誘到火車軌上遭到火車撞擊，雖然最後勉強的以目標變更迴避直擊，但是卻被卡在火車底下受傷，滿足戰鬥欲望後便放棄擊殺歐提努斯。
是一個怕辣但又會挑戰辣的食品的人，同時也是個對咖啡有要求的人。
弗蕾亞（Freyja）
搗蛋鬼的正規成员，為一名懷孕的年輕女子，而真正操控這具身體，冠以“弗蕾亞”之名的其實是腹中的胎兒，為了保護母親而加入搗蛋鬼。在東京都召喚出巨龍等製造混亂，與上条當麻交戰，最終被當麻、美琴和茵蒂克絲聯手擊敗，被雲川鞠亞帶走照顧。能夠使用「寶石」隨意「生產」出北歐神話中的怪物，或是使它們吃下人類後再行「進化」。
洛基（Loki）
搗蛋鬼的正規成員，頭戴絲質禮帽、拄著手杖的燕尾服老人，使用偽造天象的高精度術式誤導潛在的內奸，甚至修改瑪麗安的筆記本內容，進而誤導討伐部隊到達位於北海的搗蛋鬼偽根據地。
耶夢加得（Jörmungandr）
搗蛋鬼的正規成员，模仿能殺害天神的毒息製造紫色光球來飛行，在日本海上空阻擊俄羅斯戰機并與史提爾交戰。
赫爾（Hel）
搗蛋鬼的正規成员，能夠提取附近死去的人的“死因”并作為攻擊手段，在太平洋塞班島附近海域阻擊補給艦隊并與席薇亞和布倫希德兩名聖人交戰。
芬里爾（Fenrir）
搗蛋鬼的正規成员。能扭曲龍脈、地脈等讓力量朝特定場所流動，在阿拉斯加的軍事基地與歐莉安娜交戰。
伊登（Iðunn）
搗蛋鬼的正規成员，搗蛋鬼非戰鬥後勤人員。在伊埃斯科城堡等待歐提努斯，卻被全能之神索爾擊敗。
希芙（Sif）
搗蛋鬼的正規成员，搗蛋鬼非戰鬥後勤人員。在伊埃斯科城堡等待歐提努斯，卻被全能之神索爾擊敗。
莎洛妮亞·A·以黎薇卡（Saronia A. Irivika，聲：澀谷彩乃）
搗蛋鬼的非正規成员，來自俄羅斯的魔法師，在《夏威夷篇》中被上條打敗後被黎明晨光活捉，但因是非正規成员所以不太清楚有關搗蛋鬼的資訊。
使用俄國童話中，統治森林的萊西控制森林中的一切的術式控制美國政府上層人物。
試圖讓「起爆劑」成功在夏威夷火山爆發，並暗殺美國總統。
在2013年的「某夏季的限定企劃」角色人气投票中，排名第八位。
灰姑娘（Cendrillon，聲：布莱德库特·莎拉·惠美）
搗蛋鬼的非正規成员，來自法國的魔法師，因發現被搗蛋鬼利用而打算報復，但不敵玛丽安及投掷之锤而慘被玛丽安改造為桌子，後來在巴蓋吉城中被上條利用幻想殺手解除魔法變回人類。
在《一端覽祭篇》中，為了再次向搗蛋鬼報仇而決定追蹤上条來找到報仇的方法，而借助麥野沈利在定期檢查牽義眼及義臂的時候的工作來潛入學園都市找上条，其後在和他的對話中誤以為玛丽安已死，而放棄了報仇以及認為上条除了救助變成桌子的自己之外，還令自己可以不再報仇而對此十分感謝，於是就當報恩而幫助上条解決芙羅蘭·克洛伊杜尼捕食最後之作大腦的事件。
現在託過去肉體被破壞並且恢複的福，能夠對自己的身體進行分解和再組合了。

#### 黃金黎明
山謬‧李德‧麥奎格‧馬瑟斯（Samuel Liddell MacGregor Mathers，聲：井上和彥）
威廉‧韋恩‧維斯考特（William Wynn Westcott）
米娜‧馬瑟斯（Mina Mathers，聲：齊藤千和）
艾倫‧貝內特（Allan Bennett）
愛德華‧貝利奇（Edward Berridge）
安妮‧伊莉莎白‧弗雷德里克‧霍妮曼（Annie Horniman）
約翰‧威廉‧布洛迪-英尼斯（John William Brodie-Innes）
羅勃特‧威廉‧費爾金（Robert William Felkin）
狄翁‧弗瓊（Dion Fortune，聲：立花理香）
亞瑟‧愛德華‧偉特（Arthur Edward Waite）
假面舞會女士
費德里克‧萊格‧加德納（Frederick Leigh Gardner）

#### 蔷薇十字
安娜•施普倫格爾（Anna Sprengel）
愛華斯（Aiwass）
聖日耳曼（Saint Germain）
其實是創始人聖日耳曼伯爵的名字起名的魔法結社，本人於1784年因病去世時實際上將自己的肉體分解，變成了各種微生物的集合體。成員對外一稱自是聖日耳曼本人，但主要成員聯手時確有魔神等級的實力。
通常由有一個留著長長的金髮的女孩發言和領導行動，曾經利用冒充藍花悅的加納神華。
曾經在上条當麻面前自稱魔神，但歐提努斯否認聖日耳曼為真正的魔神，而是一個騙子。

### 歐雷爾斯勢力
歐雷爾斯（Ollerus，聲：島﨑信長）
「差點成為魔神」的魔法師，幾乎踏進神之領域卻又自己放棄的強人。超級濫好人。
偶然精煉一篇魔法論文《北歐王座》後得到一種奇怪的強大力量，曖昧不明但就是能自如使用且強大無比，似乎是能轉化原典知識為實用力量的「特殊之力」。曾遭到全面追殺，但卻靠自身的力量毫髮無損將之全部擊退。
原本有過成為魔神的機會，但卻因忙著救困在樹上受傷的貓而錯過，雖然很後悔，但認為自己沒做錯。四處做好事幫助他人，曾解救過上百被拐兒童。
平日看似軟弱無能（特別是面對席薇亞時），但在得知學院都市收集「原石」後擔心學園都市對他們不利，於《SS》第2集中毅然出擊，進入都市內擊倒九名妹妹和削版軍霸以示警告。
三次大戰落幕時與席薇亞一起出現在俄羅斯，並且救下重傷的右方之火。《天擇者篇》最後，與右方之火來到東歐巴蓋吉城，救下重傷的上条當麻並與歐提努斯對峙。
與歐提努斯的「搗蛋鬼」對立。《搗蛋鬼篇》時，在主神之槍將要完成之際，與右方之火抵達船之墳場，聯手使用對魔神法術「妖精化」成功擊中歐提努斯，同時卻被對方反擊使自己也失去了身為準魔神的特殊性，變得比普通人都不如。世界毀滅又重塑後，為了阻止席薇亞與布倫希德把上条當麻打死而以肉身介入兩人之中，以雙手完全殘廢作為代價使兩位聖人全速相撞而昏迷，對歐提努斯說完最後的話，明白對方找到了「要找的東西(理解者)」。
席薇亞（Silvia）
詳情請參照「席薇亞」。
右方之火（Uho no Fianma（英語：Fiamma of the Right），聲：森川智之）
詳情請參照「右方之火」。
蕾薇妮雅·柏德蔚（Leivinia Birdway，聲：大地葉）
詳情請參照「蕾薇妮雅·柏德蔚」
布倫希德·愛克特貝爾（Brunhild Eiktobel）
芬蘭出生的北歐神話系女性魔法師。於神裂編SS初次登場。
同時具有十字教的「聖人」和北歐神話的「女武神」的資質，但她無法同時發揮兩種力量。因為兩股力量相互抵制，非但不會加成，反而往往互相削弱。作為聖人的力量較強的時候，女武神的力量會變成零，作為女武神的力量較強的時候，聖人的力量會變成零。若用月亮的圓缺比喻，就如同滿月和新月一般極端，就算只有其一，布倫希德的力量也相當強大。有聖人的力量，就能以超音速的速度奔跑，若有女武神的力量，就能一拳打爆坦克，因此就算對手是普通的魔法結社，她一個人也能全滅對方。但問題就在於，在兩者之間的時候，若用月亮的圓缺比喻，則應當稱其為半月；聖人和女武神的力量正負相抵的時候，如同保持水平的天平，雙方的力量都會一併消失，也會導致布倫希德在每三個月裡總有幾天和普通人完全相同。
為了報復對方趁自己失去力量期間屠殺自己的結社並囚禁、折磨自己，在逃脫後逐個毀滅北歐的五大結社。當時每天被嚴刑拷問，都是由當時只有九歲的少年塞利埃·弗拉特里負責照顧受拷問的布倫希德。在如此的日常之中，布倫希德慢慢地把少年當作救贖，之後少年因對自己被利用成為布倫希德的精神支柱而有罪惡感，最後自殺了。布倫希德對於未能救下塞利埃而非常自責，在極憤怒的狀態下以恢復了的女武神的力量解除所有束縛，逃出監禁並找到塞利埃並把自殺失敗的他送去醫院，最終塞利埃以植物人的狀態沉睡在比利時的醫院裡。
為了治好塞利埃，布倫希德收集了製作北歐神話最強靈裝「主神之槍」的材料與知識，希望利用主神之槍的力量令塞利埃醒來。
本傳中於《天擇者篇》末出場，為了守護已經甦醒但仍在醫院休養的塞利埃而與來襲的「搗蛋鬼」創造的「後天性女武神」們戰鬥，但她們實際上只是為了使布倫希德的精神屏障減弱而讓「搗蛋鬼」得以藉機抽取其腦中「主神之槍」設計圖的誘餌。隨後席薇亞與蕾薇妮雅現身支援布倫希德並吸納她入夥。
在《一端覽祭篇》中，與席薇亞、蕾薇妮雅‧柏德蔚一同潛入學園都市，與搗蛋鬼爭奪芙蘿蘭‧克洛依杜尼，並與前來協助上条當麻的美琴展開對決。

### 魔神

#### 正牌「搗蛋鬼」
僧正（Sojo（英語：High Priest），聲：津嘉山正種）
正牌「搗蛋鬼」成員，源自日本佛教的魔神。干涸的至少表面上不动明王的装饰品的模拟了身着长衫脱下来。过去，他为了救济众生，经过艰苦的修行，选择了成為即身佛之路(肉身佛)。入定後，卷入贵族的派系之争，结果未能获得佛座而被埋葬。從此他化身為魔神，成為不被赋予任何职责，挥洒着力量的存在。可能是因为原本是高僧，所以不会执着于已經得到的东西。他有以高高在上的说话方式来评价别人的坏习惯。待在「隐世」观察表層世界，但在歐提努斯崩潰後出手干涉，結果導致亞雷斯塔得以來到隱世，雙方一言不合開始交戰，最終導致隱世的毀滅，而來到表層世界。為了防止自身無限的力量導致表層世界在他現身的瞬間就粉碎，因此使用了另一位魔神活屍的術式將自身無限分割到世界勉強能夠承受的程度。然而無限分割的術式被亞雷斯塔在潛入隱世時動過了手腳，導致魔神眾來到表層世界後不再是無法戰勝的存在。
拥有自己作为人迎接死亡时可以自由操纵存在于周围的「土」的术式，挥舞着用土做成的巨大手臂进行攻击。由于那时用于攻击的泥土无法得到补充，所以在使用完术式攻击后，会引起地基崩落。但是，像玻璃和混凝土那样被加工过一次的东西是不能运用的。另外，还具有探知接近地面者的能力。其真正价值是一代,成为佛的六道交差距正在萎缩,内脏极端看过木乃伊化的肉体,所以脖子折吧不管在真空、高温暴露问题可以活动。可以以接近60公里的时速行驶。
他出现在举行防盗定位教育的某所高中，叫上条成为指示第七道而不是六道的评分者。那被拒绝和学院给城市带来巨大的损失，一边开始追踪逃跑的上条，警卫和右方之火的妨碍也不顾的追擊，第23校区和鳟鱼发球上发射到宇宙空间。他本來想在宇宙中與箭首彗星合體，以控制土的力量使彗星軌道改變以撞擊地球，卻被受亞雷斯塔命令出擊的腦幹的A.A.A.貫穿，試圖向亞雷斯塔說出道歉二字的同時死去。
奈芙徒斯（Nephthys，聲：尤加奈）
正牌「搗蛋鬼」成員，源自埃及神话中的魔神。全身缠着绷带的左右眼瞳是有着不同颜色皮肤的美女。以参加葬礼的哭女为主轴创作的神格，是作为王的副葬被活埋的仆人们的集合。神格的形成经过非常脆弱。在潜到隐世观察存在世界的情况时，被阵列星戳穿了「相位」，因此出现在存在世界。真实世界出现时，世界的崩溃，为了防止自己的存在的世界允许可以无限礼水平降低了，因此使用了魔神《僵尸》术仪式阵列根据明星被做过手脚，所以新的参数害病了。
因为是作为集合的存在，所以专门划分自己的力量，所以即使在被参数夺去力量的状态下，也有余力产生一次新的相位。
出现在被僧正追杀的上条等人面前，为了抑制魔神之间的战争，并防止他们真正牺牲，赋予他们关于僧正能力的信息。与其他魔神不同，她对美琴也表现出相对友好的感情。在僧正败北后，他的心里还怀着要做一些像神一样的事情的想法，虽然想要打倒埋葬女儿们的上里，但由于相位的力量被「理想放逐」所打败。埃及式的至少的特征作为心脏以外的主要脏器，肉体外的保管，所以勉强复活並向上条警告上里的出现。那时已经失去了大部分的肉体所以非常衰弱，最后剩下的力量，自己的身体内从体内消失了体内的脂肪失去性命的派翠西亞，拯救就消失了。
娘娘（Niang-Niang，聲：朝日奈丸佳）
正牌「搗蛋鬼」成員，源自道教中的魔神。是屍解仙，擁有少女的外貌。穿着很短的旗袍，額頭上贴着符咒。不穿内裤。在潜到隐世观察表層世界的情况时，被亞雷斯塔戳穿了「相位」，因此出现在表層世界。為了防止自身無限的力量導致表層世界在他現身的瞬間就粉碎，因此使用了另一位魔神活屍的術式將自身無限分割到世界勉強能夠承受的程度。
能夠將指尖改變成大量擁有強大力量的各種「仙人武器」。
和奈芙蒂斯一起向上条傳達了僧正的情报，希望他能夠制止僧正的失控。但得知腦幹擊殺了僧正后，充滿激情地想要毀滅學園都市，甚至不在乎尋找「理解者」的目的。但在發招的前一瞬間被突然現身的上里翔流給放逐了。
活屍（Zombie）
正牌「搗蛋鬼」成員，源自巫毒教的魔神。外貌為全身佈滿縫合線的少女。
在「隱世」被亞雷斯塔破壞後，將魔神所持有的無限之力無限分割，好讓世界能夠勉強容納住魔神的存在。
聖日耳曼引發動亂時被木原腦幹討伐，用來削弱魔神力量的術式被亞雷斯塔利用來對付其餘魔神。
努亞達（Nuada）
正牌「搗蛋鬼」成員，源自凱爾特神話的魔神。被上里翔流的「理想放逐」送到了新世界，銀色的義肢被留了下來當成戰利品。
奇美拉（Chimera）
正牌「搗蛋鬼」成員，源自希臘神話的魔神。被上里翔流的「理想放逐」送到了新世界。
泰茲卡特利波卡（Tezcatlipoca）
正牌「搗蛋鬼」成員，源自阿茲特克神話的魔神。被上里翔流的「理想放逐」送到了新世界。
普洛塞庇娜（Proserpina）
正牌「搗蛋鬼」成員，源自羅馬神話的魔神。被上里翔流的「理想放逐」送到了新世界。

### 惡魔
克倫佐（Coronzon）
逆源質拼圖545（Qlipha Puzzle 545，聲：大森日雅）

### 其他勢力、無所屬
奧雷歐斯·伊薩德（Aureolus Issad，聲：杉田智和）
曾經是羅馬正教所屬鍊金術師。帕拉塞爾蘇斯後代。將三澤補習班用魔法武裝起來。從前是教會為了對抗魔法師而編寫魔導書的隱秘記錄官，遇到茵蒂克絲後(小說中三年前是茵蒂克絲的監護人，而動畫中就是三年前是茵蒂克絲的監護人)，和茵蒂克絲的關係是師生，喜歡茵蒂克絲，為了尋找拯救她的方式而下野。為了達成目的，抓走關鍵人物姬神秋沙並佔領三澤塾。使用能將自己的想像變成事實的「金色大衍術（Ars Magna）」。魔法名為「Honos628」（拉丁文：榮譽），寄託的意義為「我的名譽，為了世界而存在」。
小說第二卷中，為了殺死上条當麻而砍下上条當麻的右手，但最終被從其右手中的透明龍首擊敗並失憶。最後由史提爾將其整容，之後下落不明。
奧雷歐斯·分身（Aureolus Dummy，聲：杉田智和（手游版））
奧雷歐斯·伊薩德充作警報器的分身。使用能夠將接觸到附鎖頭箭頭的東西瞬間轉換為黃金的「瞬間鍊金」。
闇咲逢魔（Yamisaka Ouma，聲：中田讓治）
日本神道的魔法師。全身黑色裝扮，看起來像黑道。右腕裝備了附有十字弓的手套，能夠靠拉弦攻擊。擅長綑綁。總是閉著眼。
為了幫助心儀女性解除詛咒，尋求《抱朴子》的知識而綁走茵蒂克絲，但無法承受內部所有知識。最終與上条當麻一起消除該詛咒。
歐莉安娜·湯森（Oriana Thomson，聲：柚木涼香）
魔法界知名的「搬運屋」，即快遞承包業者，習慣獨立行動。魔法名為「Basis104（拉丁文：「基礎」）」，寄託意義為「基礎擔當者」。和許多組織對立，外表妖豔，身材性感至極。擁有故事中所有女性角色中最大的超級巨乳。總是穿著十分暴露的衣服，初登場時僅穿著只扣一個扣子的襯衫搭配沒有扣扣子的長褲，之後則是穿著幾乎要露出下體的長裙及露出肚臍的超低胸爆乳裝。且為人十分開放，會在自己的隱私部位(主要是胸部)即將露出來時說：「要看嗎？」，更會在人比較少，但依然是公共場合的地方換衣服。為了甩掉敵人追擊而不擇手段，有別稱「追蹤封鎖」（追跡封じ＝ルートディスターブ）。使用能夠特化為多種用途，外表類似單字卡冊的魔導書「速記原典」。年約十八九歲，自稱「大姐姐」，而且和奧索拉不同 ，完全是個成熟女性的大姐姐，有讓人感覺到被溺愛的溫柔。
行動的原因是為了他人，渴求沒有價值觀衝突的世界。為了實現這個目的，和魔法或科學勢力聯手都無所謂。為了實現自己的願望幫助羅馬正教搬運「使徒十字」。任務失敗後與英國清教達成協議為其服務。在英國的革命期間，與上条當麻一同追擊逃竄的蕾莎，在蕾莎差點被滅口時發現幕後黑手是「騎士派」。後為了阻止失控的雪莉‧克倫威爾而與帶著昏迷的蕾莎的上条當麻分開。在「正統卡提納」的穩定被破壞後，協助第三王女尋找威廉‧奧維爾。
被上条當麻擊敗後，就模擬了一系列對抗魔法的天敵的方法。《搗蛋鬼篇》時，在阿拉斯加的軍事基地以此對抗「搗蛋鬼」中能夠扭曲龍脈、地脈的芬里爾。
《克倫佐篇》時，受赫雷葛瑞斯·米雷茨的委託，負責運送神威混淆「艾西絲-狄蜜特」到大英博物館給雅妮絲部隊。看見由於信仰而對使用神威混淆感到猶豫的修女們，原本打算冒險成為神威混淆的宿主，卻被奧索拉搶先一步。
艾莉莎莉娜（Elizalina，聲：進藤尚美）
从法国脱离，艾莉莎莉娜獨立國同盟的领导者，骨瘦如柴的金发女子。「傾國之女」的妹妹。魔导师，手下的士兵受她教导多会用一些基础简单魔法。
庇護了逃亡的莎夏‧克洛依潔芙。右方之火來襲時协助上条當麻與其對決，但最終不敌。
「倾国之女」（聲：慶長佑香）
实际掌控法国的神秘女魔法师，骨瘦如柴的金发女子。似乎因身体原因和其威慑力一直被囚禁在凡尔赛宫地下，被称作「凡爾賽聖女」、「聖女大人」、「军师」、「首脑」。是艾莉莎莉娜的姐姐。
第三次世界大战英国反攻法国时突然出击，以装有圣人遗骸的圣剑「杜蘭達」为武器迎戰凱莉莎，但随后得知俄羅斯的計畫之后休戰。儘管二人来到俄羅斯一起迎戰「神之力」，但仍然不敵。
牛仔褲店店主（Jeans Shop no Tenshuu）
本名不詳，神裂的朋友。英國清教「必要之惡教會」非正式成員。正職是倫敦某家牛仔褲專賣店的店長，擅長於魔法記號的分析，時常與神裂搭擋進行任務，不過由於是自願者所以沒有工資可拿。對神裂切牛仔褲的作為十分不滿。
由於出任務的緣故導致店內業務時常停擺，訂單催討的信件多到連郵政局都為他擔心。佐天淚子也是他的顧客之一，現在不斷和佐天的交信使得兩人成為了非常好的筆友，店主也稱佐天的英文因不斷和店主溝通而持續地進步。
現在除了訂單催討的信件之外，也不斷收到投訴信，內容更不斷升級（顧客所寫的內容已經到了恐嚇的程度了）。
現在給人的感覺是正職是魔法師，而副職是倫敦某家牛仔褲專賣店的店長，本人因此相當煩惱。
在和神裂及導遊的少女一起行動時都是負責開車。
導遊的少女（d'Arc no Shintaku no Shoujo）
本名不詳，似乎也是神裂的朋友，每次當神裂要和牛仔褲店店主搭擋進行任務時都會一起去，並帶她們到和任務有關的地方及負責提供隱身處。
在故事中並沒有介紹是否英國清教「必要之惡教會」的正式成員或非正式成員。
不太擅長於魔法術式的知識。
隨身都帶了一本魔法筆記本，筆記本會自動搜索及記錄有關任務的地方資料及當地的新聞報道式的資料，但筆記本未能方便到能詳細地搜索術式。
對於世界各地的文化及流行的事都很精通。
在牛仔褲店店主駕車時都是坐在副席。
華爾綺麗（Valkyrie）
「神之力」（加百列）（Gabriel，聲：寺崎裕香）
天界的大天使，外表為女性。對應四元素的水，以後方為守護方位(意即「後方之水」)，以水形成冰翼作翅膀，隨意一扇即可夷平山嶺。能輕鬆控制天體，能把白天瞬間變為自身對應的月夜。使用「一掃」、「月神」等恐怖的天使級術式，擁有瞬間毀滅世界的壓倒性可怕力量。
在「天使墜落」發動時來到人間附身於莎夏之上，並企圖毀滅世界來回歸天界，術式解除後回歸。第三次世界大戰又被右方之火再次召喚，但最後在一方通行和風斬冰華的猛攻、後方之水吸取了一半的天使之力和上條當麻破壞其中一根直線型柱子以破壞其存在的根本之下被擊敗，被解除拘束后企图吸收北冰洋的水，因有可能超负荷爆炸引起灾难，被当麻击败回归天界。
霍羅絲夫人（Madame Horos）

#### 外傳·番外篇登場人物

##### 待喚醒之黑暗
於外傳《必要之惡教會特別入教測驗SS》登場的英國民間魔法結社，成員約150-200人，專注於完善現有魔法體系中的漏洞和突破現有魔法發展的瓶頸的魔法研究組織。同時是擅長完全由小說家虛構出的「克蘇魯神話」系魔法的結社。
阿蘭德斯•達科斯瑞特（Arlands Darkstreet）
瓦瑟（Vase）
道奇（Dodge）、羅薩（Rotia）

#### 遊戲·劇場版登場人物

##### 從天而降的諸神之門
印度神話系的魔法結社，成員數約為五十人，以對身體的鍛鍊而著名。
烏雷亞帕蒂·艾克西卡（Ureapaddy Exica，声：榊原良子）
索思提·艾克西卡（Sozty Exica，声：井上麻里奈）

## 一般關係者
不包括為魔法·科學雙方的人們。

### 主要人物的親屬
上刀夜（Kamijyou Touya，聲：乃村健次）
上當麻之父。非常在意兒子的不幸體質，職業是某大型外商企業的業務員，其所屬的部門是「防治對母公司收賣對策室」，每個月要到海外出差三次，時常趁海外出差的機會帶回稀奇古怪的土產送給上条，還因此不慎觸發天使墜落。
桃花運不輸兒子，有些好色。認為因嫉妒憤怒到全身顫抖的詩菜「雖然很恐怖卻還蠻可愛的」。
上詩菜（Kamijyou Shiina，聲：井上喜久子）
上當麻之母。和刀夜學生時代就認識。外表像最多20歲的美麗少女。
性情善妒，丈夫和其他女性說話臉上會蒙上一層陰影。口頭禪是「哎呀哎呀」。怎麼看都不像是個十多歲少年的母親。
夫妻吵架時手邊拿得到的東西全被當作飛行武器。興趣為動力飛行傘。
外观曾经由于「天使墜落」而变成茵蒂克丝的模样。
在大霸星祭過後，偶爾會在神奈川縣的住家附近遇到御坂美鈴，並與她閒話家常。
斯芬克斯（Sphinx，聲：虎太郎）
茵蒂克絲撿到的花貓，也是茵蒂克絲所命名。上條認為這不應該是日本花貓該有的名字。因其名稱與古埃及傳說中愛玩猜謎的人面獅身像同名。
歐提努斯住在上条家中時經常襲擊她。
龍神乙姬（Tatsugami Otohime）
上條當麻的表妹，黑色短髮的女生。似乎很喜歡表哥上條當麻。
得意技是以撲擊方式猛擊腹部叫醒人，弄得當麻苦不堪言。
在「天使墜落篇」中外表變成了御坂美琴。
御坂旅掛（Misaka Tabikake）
御坂美琴之父。環遊世界，自稱以「尋找世界中不足的地方並加以修正回報」為業。
認識亞雷斯塔，背景頗深。曾在倫敦的酒吧巧遇上条刀夜（但互相不認識）。
在得知妹妹事件後對亞雷斯塔發出警告：「不要想動我的妻子和孩子。」
御坂美鈴（Misaka Misuzu，聲：篠原恵美）
御坂美琴之母。外表為身材出色、擁有巨乳的人妻大學生，其上圍是91和詩菜一樣年齡與外表不符。
喜歡惡作劇捉弄女兒御坂美琴。丈夫在倫敦工作，隻身一人就讀大學，酒品奇差無比，酒後看到中意的年輕小夥子就會抱上去耍賴。
上条當麻和一方通行都曾遭遇她的毒手攻擊，一方通行還說過：「就算是學園都市最強，也有應付不來的東西。」
相當羨慕年紀比自己大，身材和肌膚卻又比自己好的上条詩菜。
在0930事件後，為免女兒被捲入戰爭，而打算接走她，所以被學園都市高層下令追殺。被Group所僱用的Skill Out襲擊時，被上条當麻和一方通行所拯救。由於打消了接走女兒的念頭，再加上艾扎力(偽海原光貴)跟學園都市高層交涉而撤銷了追殺令。

### 日本
一一一（Hitotsui Hajime，聲：谷山紀章）
外表美麗的男性偶像。「天使墜落」時土御門的外表從別人看上去像他。
火野神作（Hino Jinsaku）
遵從「天使大人」的指示奪走28條人命的逃獄死刑犯，精神病。
因為沒受到不明大規模魔法「天使墜落」影響，被認為是施術者（實際上是雙重人格內外交換）。
擅長以心理策略將人逼到絕境。
在2013年的「某夏季的限定企劃」角色人气投票中，排名第二位。

### 英國
派翠西亞·柏德蔚（Patricia Birdway，聲：天野聰美）
蕾薇妮雅·柏德蔚的妹妹，約十歲的天才科學家，小說外傳SP的女主角。

### 美利堅合眾國
羅伯特·卡崔（Roberto Katze）
美國總統，有著印第安血統，個性輕浮但遇到危險時還是能臨危不亂的解決問題；在上条一行人去夏威夷討伐搗蛋鬼時也剛好來到此地並且遇到了麻煩所以與上条一行人一起對付搗蛋中的莎洛妮亞·A·以黎薇卡；北歐魔神篇時與世界元首們一起對付搗蛋鬼與保護歐提努斯的上条，其後被上条所說服，願意等待歐提努斯喪失「魔神」的力量，再讓她接受法律的制裁，後因歐提努斯的體型縮小到15公分而與伊莉莎一起決定對歐提努斯的懲罰。
洛絲萊因·克拉克赫（Roseline Krackhart）
羅伯特·卡崔身邊的秘書。
奧蕾·布魯雪克（Olay Blueshake）
美国传媒大亨，布魯雪克家族的當家。
曾因「家庭暴力」而離婚，但在調查中發現先動手的是她，而她透過情報操作及高價的律師團隊成功扭曲事實，並得到琳迪的，但基於安全考慮，美國政府以「緊急保護」的方式，由奧蕾手上奪取了撫養權，讓琳迪改名換姓的展開新生活，琳迪的所在奧蕾並不知道。由於在第三次世界大戰中，見識到魔法等超自然能力的存在，深感美國在超自然力量攻擊下的脆弱，而暗中與「搗蛋鬼」合作，并僱用傭兵部隊「三叉戟」，趁美國總統來到在夏威夷發動軍事政變，意圖把美國改變為宗教國家。政變失敗後，被羅伯特宣佈其「死訊」，令其下的资产全數被转移给女兒琳迪·布魯雪克。
琳迪·布魯雪克（Lindy Blueshake）
奧蕾·布魯雪克的女兒，在夏威夷的考艾島上隱居的8歲少女。
因母親的關係而厭惡媒體，因此選擇遠離科技的簡單生活。在夏威夷群島的事件中，被洛絲萊因所帶領的海軍陸戰隊當成和奧蕾交涉以制止政變的籌碼而被追捕，最後透過上條的努力而成功救出。事件後，繼承了奧蕾手下的資產，同時錄用上条的老爸來她身邊工作。
哈札克·洛拉斯（Harzak Lolas）
琳迪的監護人，身高超過兩公尺的男性。在夏威夷群島的事件後，繼續作為琳迪的監護人。

### 天擇者關係人物
莎芙莉·歐朋戴茲（Saflee Opendays）
20歳前後で肩までかかる金髪の白人女性。青系のパーティドレスの上に革のベルトを縛り付けた服装をしている。何事にも爽快感を追求し、後味の悪い展開や状況を嫌う性格。根っからの格闘馬鹿であり、爽快感を極めれば純度の高い感動的な破壊が生まれるという持論を持つ。
異能に頼らない格闘技の力を広く知らしめスポンサーを求めるという単純な目的で大会に参加している。そのため必ずしも大会には固執せず、バゲージシティの崩壊や異能の持ち主との対戦にもあまり動じない。
近江手裏（Oumi Shuri）
“天擇者”计划参与选手之一，甲贺派系的女忍者。
由于经过大量的肉体改造，利用肉毒杆菌控制肌肉的生长，使自己保持住外貌如十岁左右的小女孩，实际上已经是三十岁的大人。她有一头棕色的长发，身穿像拉拉队长的衣服，带有一个带肩带的挎包。为了保持小女孩的形象，熟知数十年间孩子间流行的东西。曾经救过釣鐘茶寮一命，由于当时没能力反对让釣鐘伪装弃子潜入学园都市，对其有愧疚。
在釣鐘的配合下潜入学园都市，打算收集学园都市的各种高科技及超能力情报，在活动结束后被釣鐘背叛所伤，并仓促逃脱。在钓钟等人绑架初春并观看到钓钟与黑子的对决后，认为钓钟已经受到“黑暗五月计划”的负面影响，将高科技及超能力吸收到忍术中十分危险，从而宣告放弃情报吸收并列为禁忌。
坂田、浅井、野洲（Sakata、Asai、Yasu）
近江的部下，偕同其一同潛入學園都市。
衛斯蘭·史特萊尼科夫（Weissland Strainikov）
奧沙德·弗雷克赫倫（Osad Flakehelm）
夏爾·貝理蘭（Shar Berylan）

### 上里勢力
上里翔流（Kamisato Kakeru，聲：松岡禎丞）
「どこにでもいる普通の高校生」を自称する茶髪の少年。その言葉通り11月初頭までは学園都市外に住むごく普通の高校生でしかなかったが、オティヌスが活動を開始し上条が彼女と戦うこととなったことで危機感を覚えた「魔神」たちから、無意識のうちに「理想送り」を与えられる。その結果、「神々との殺し合い」のような異常な場面でしか役に立たないような突き抜けすぎた個性を得てしまったことに苦悩し、「救い」によって自分が尊敬していた少女たちとの関係性が変化してしまったことに憤り、「魔神」たちと敵対する。
「女の形をしていればなんでも救ってしまう」という性質を自覚し、救った女性たちから向けられる好意も理解している。周囲の変化は「魔神」たちによって歪められた結果だと考えていたが、上条からは自身が持つ何らかの求心力が彼女たちを惹きつけているのではないかと指摘されており、事実木原唯一の手で能力を奪われてからも彼女たちは自分の元から離れようとはしなかった。
普通を自認しているものの、家族からも厄介者扱いされる義妹を見捨てずに手を差し伸べ続ける一方で、一切の躊躇なく目的を遂行しようとする歪みをもっていることや、市販品だけを武器に巨大怪獣並みのエレメントを撃破するなど明らかに「普通」の範疇に収まらない異常性を持っており、オティヌスも上条よりは自分自身に似た精神性を有すると評している。「魔神」達は何か問題に直面したときに正確な青写真を書いて実際に何とかできてしまうような特殊性について言及しており、その個性が「理想送り」を引き寄せたのだろうと考えている。
実戦経験が1カ月に満たないにもかかわらず、その能力を使い、真のグレムリンを壊滅させた。学園都市に潜入しとある中高一貫校に転校、そのまま上条のもとに向かい対話を試みるが考え方を理解されず訣別。パトリシアを救うため一時的に協力したが、その後激突し、「幻想殺し」を倒したものの、その奥に存在するものに重傷を負わされ、直後に対峙した脳幹とも戦い彼に瀕死の重傷を負わせている。自身が通う高校に通うことになった上条を彼の勢力の側から切り崩し、暴走する義妹を止めるために勢力の中心である上条の殺害を図るが失敗、明日香に変装した木原唯一によって右手を切断され、「理想送り」を失ってしまう。その復讐のために力を蓄え、上条の協力を取り付けて行動を開始し唯一を追い詰めたかに見えたが彼女が上里勢力を巻き添えにして自滅しようとしたため、それを防ぐために自らの意思で「理想送り」の手にかかることを決め、この世界から「消滅」する。その後は「魔神」達がいる「新天地」へと送られ、彼らの八つ当たりによってボコボコにされた後で惑星規模の壮絶なケンカに巻き込まれていたが、自分の力が輝く異世界で「魔神」たちとの戦いに身を投じるのではなくありふれた世界で挑戦し続けることを選び、府蘭と琉華がネフテュスの残滓を利用して発動させた「感染魔術」によって元の世界へ帰還した。「理想送り」も自身の元へ戻ってきたが体につなぎ直すことに関しては保留としている。
能力は「理想送り（ワールドリジェクター）」。右手が作った影を起点に発動し、願望の重複によって現世にすがりながら新たな天地を望むものを同時間軸の余剰領域に追放する能力で、対象が「魔神」であろうと問答無用で「新天地」へと送ることができる。「魔神」たちは新天地への希望という抗いがたい快感に囚われたまま消滅する。また、対象となる存在が作り上げた物品に関してもその効果が発揮される。一方で、ブレない筋を持った人物に対してはうまく能力が作用せず、表層から深層へ順に作用するためタイムラグが生じるという弱点もあるほか、己に迷いを持っている上里自身をも消し飛ばしてしまう危険性がある。新天地を望む「魔神」たちの夢から生まれた能力であり、誕生の経緯からオティヌスは「世界を巻き込む自殺ごっこ」と彼らを揶揄している。
田妻暮亞（Tazuma Claire）
上里班上的園藝社社員。綁著兩條辮子、戴著大眼鏡，上身只穿著一件背後打開的白色連身裙的少女。外表看起來很內向，實際卻十分悶騷。
是一位「原石」，具有比起動物更為接近植物的細胞，頭的兩側、背後都開滿了各種花朵。能高度發揮植物、菌類的「接合」能力，用來吸取其他物質並量產、發揮該物質的性質。同時，擁有強大的再生能力，甚至在被去鳴砍成兩半後還能存活。曾經以能力擬態出A.A.A.的外型，並能夠使用酒精作為燃料實行飛行，但因為時間不足而無法重現其他性能。
獲冴（Elza）
有村繪戀（Arimura Ellen，聲：森嶋優花）
去鳴（Salome，聲：本渡楓）
上里の義妹で「絶滅犯」と呼ばれる少女。CDのように輝く銀髪を悪魔の角のように丸め、小柄だがメリハリの利いた日焼跡の残る肢体を半透明のレインコートに包んでいる。ピーマンが苦手。
義理の兄以外の家族との縁は限りなく薄くなっており、彼が「理想送り」を手にする前から狩猟感覚でカルト教団や麻薬密輸集団を潰していた。自覚のある狂人だったが、それゆえに自身に対して「普通」に接する義兄には深く感謝し惚れ込んでいる。首から下げる懐中時計も義兄との大切な思い出の品である。頭部に付けた電極により精神世界の迷宮に閉じ込められていたが、義兄を元に戻すために脱走して学園都市に侵入。鎖仁と恋因が残したリストをもとに上条勢力をつぶすために浜面・美琴・一方通行に接触するが思うような成果が得られず、すべての元凶である取り巻きの女たちを全滅させるため上条と手を組む。その後「理想送り」を奪った木原唯一とも交戦することとなった。上里の消滅後は、悩みながらも帰還の希望を捨てられず唯一に味方をする。その間は唯一から特に手酷くいたぶられていたが、義兄の帰還を知ると彼女に反旗を翻して奪い返した「理想送り」を持って合流した。
ケルト式の「生贄」を応用した2つの術式を使う魔術師。「外的御供（がいてきごくう）」は素手で破壊した攻撃を吸収し性質と破壊力を上乗せするという術式で、連鎖を続けることで威力が上昇し続けるが、破壊できない強度のモノや武具の体を為していない攻撃手段は利用できず、3分以上武器の補給を繰り返さなければニュートラル状態に戻ってしまう。「内的御供（ないてきごくう）」は自らの肉体に薬品的サイボーグ処理を施して、余った血肉を神に捧げて身体能力を急激に上昇させる術式。
烏丸府蘭（Karasuma Fran，聲：伊藤美來）
上里勢力の一員であるパジャマ少女。語尾に「〜です」を付ける口調が特徴。イギリス原産のマスコット「ウサギグレイ」の大ファン。小心者だが上里にさえ理解してもらえればいいとも思っている。UFOを探すため無線機を詰め込んだリュックを背負い首筋にインプラントを移植し、巨大風船を片手に年中無休で遊覧飛行しているという変わり者だが、無線通信や天体観測に詳しく情報戦では絵恋に匹敵する実力者。ウサギグレイを模したファンアート作品で「ウサギグレイメッセンジャー」という全長360mはある高出力マイクロ波方式の銀河間通信ステーションを自作しており、ここから放たれるマイクロ波を利用して都市一つを丸ごと加熱したり、収束させてレーザーのように焼き切る攻撃ができる。
エレメント襲来時には彼らが高温に弱いという性質を持つことから、学園都市中にマイクロ波を照射することで気温を55℃にまで上昇させていた。上里消滅時には唯一から直接呪縛をかけられずに済んだため、上里を救い出そうとする上条と協力体制を築くことになる。
科学サイド寄りの「原石」系能力者であると周囲には告げていたが、その正体はイギリス清教所属の諜報員にして「黄金」系の魔術師であり、いわば「上里翔流版の土御門元春」のような存在。魔術師としては凶星のエキスパートで、星の光を撃符や護符に込めて任意に引き出すことができる。唯一が仕掛けた呪縛の効果が薄かったのも他の少女達とは異なる立ち位置から上里に近づいていたためだったが、彼と接する内に本物の好意を抱いていた模様。上里勢力が学園都市に向かったのもローラの指示を受けて誘導した結果であった。一連の逃走劇の中で正体が露見してしまうも、そのことを逆に利用して自身の失恋を大々的に宣言することで学園都市の世論を味方に付け、ウサギグレイメッセンジャーを第21学区に墜落させることで上里勢力もろとも「営巣部隊」の本拠地を潰す。その後も上里の帰還に向けて尽力し、事件後は責任を取るように上里勢力を離れる。学園都市を彷徨っているところでイギリス清教に直接繋がる人材としてアレイスターに身柄を狙われることになるが、自分と似た立場である土御門に危地を救われ上条との再合流を目指す。脱出を目前にして協力者の義妹である舞歌が魔術の被害に遭ったため「窓のないビル」へ引き返すことになり、内部では土御門が彼女の術を開場する間の時間稼ぎを行った。
実はローラ直属の部下であった頃から自身の知らぬ間にコロンゾンによる肉体改造を受けており、意識のない間はその霊媒A.O.フランキスカとして活動している。「天使の力」と似て非なる力を流し込まれたインスタント版の気の達人となっているため、華奢な体格からは想像できないほどの身体能力を誇るが、生命力の経路が焼き切られる恐れがあるため大出力での長時間運用は不可能。またアレイスターがかつてネス湖で行い精霊の成りそこないを召喚した魔術実験を再定義し、儀式をあえて失敗させ「何にでも姿を変えられる」性質を持つ細胞質の怪物「ミメティックプレデター」を自由に操ることが出来る。これは質量32kgの範囲内であればどんな形にもなり、体に取り付けて触手状の武器とすることだけでなく、身長130cmに満たない少女に擬態させて移動能力と学習能力のある生体凶器として扱い、上里勢力で学んだ大戦力の管理法を応用して指揮することも可能。
A.O.フランキスカとして「窓のないビル」にコロンゾンを招き入れてからは、プロセッサスーツの親機を纏って総合証券取引所の先代「書庫」を破壊し、その機能を受け継ぐ。当日の朝にすれ違っただけの浜面を囮に選び、スペアのスーツを着せて町中に放置するが、そのためにアドレス競合が発生して正常な利用が出来なくなり、スペアを破壊するために執拗に彼を襲撃する。だがリリスやアレイスターの妨害を受け、「霊的けたぐり」によるガンマナイフを用いた緊急手術で憑依の核となる後頭部に埋め込まれた3個の最高品質ルビー（ピジョン・ブラッド）を摘出されて行動不能となった。
学園都市の機能停止後はイギリス本土へ向かうアレイスターたちに同行、上条が彼女に囮として利用されると境遇が似たインデックスと共に別行動し、UFO型のバルーンでロンドン市内へ潜入する。逃亡生活に終止符を打つため、終戦後は「王室派」のヴィリアンと交渉して後ろ盾についてもらい、神浄がウィンザー城を乗っ取った事件の際にはエリザードとの戦いに決着を付けた一方通行の前に王女を送り届けた。
鎖仁、戀因（Sunny、Rain）
御靈冥亞（Goryou Maya）
豊山琉華（Toyama Luca，聲：関ありあ）
澤井織雛（Sawai Olivia）

### 其他
芙羅蘭·克洛伊杜尼（Fräulein Kreutune）
在魔女狩猎时期曾遭受过308次酷刑而毫发无损的神秘女人，被认为是没有“只属于自己的现实”的生物。被歐提努斯称为“没有受到魔法与超能力改变的原始素材”。不需要饮食也不会衰老，任何形式的攻击似乎都不能伤到她分毫。
思维比昆虫还简单，但有着扫描吸收周边环境信息，并以此找出最适合生存的方向来以此改变身体进化的能力。会发出一种形式不明的攻击。据推测如果让她的这种学习进化至极致，足以威胁整个现代科学文明，为此被亚雷斯塔关押于“没有门窗的大楼”中。
一端覽祭時突破大楼逃出，意外遭遇最后之作和芙蕾梅亞并被她们认作朋友，其間想捕食最后之作的大腦而得到御坂網絡的幫助來思考，但最終被上條等人阻止，最後吃了由灰姑娘所製作的大腦有了思考，但因不知名原因在吃了大腦後，自己的身體幼女化了，最後被上條帶走。
伊妮絲（Ines）
住在里約熱內盧，古銅色肌膚、拉丁系長相的少女。家裡十分貧窮。
原本想要殺死仇家後自我了斷，但在御坂旅掛的建議下以里約垃圾場為基地，創立了以家電垃圾做基礎的某種稀有金屬回收業務，如今已是巴西公認的優秀企業家。